# Tigran Petrossian
Pour les articles homonymes, voir Petrossian.
Ne doit pas être confondu avec Tigran L. Petrossian.
Tigran Vartani Petrossian (en arménien : Տիգրան Վարդանի Պետրոսյան, en russe : Тигран Вартанович Петросян), est un joueur d'échecs soviétique né le 17 juin 1929 à Tbilissi, en RSS de Géorgie (URSS), de parents arméniens et mort le 13 août 1984 à Moscou.
Grand maître international en 1952, il fut champion du monde d'échecs de 1963 à 1969. Il remporta également quatre fois le titre de champion d'URSS (en 1959, février 1961, octobre 1969 et 1975).
Petrossian a fait partie des dix meilleurs joueurs du monde de 1953 à 1980 et était renommé pour son faible nombre de défaites (il termina six fois invaincu du championnat d'URSS, quatre fois invaincu lors des tournois interzonaux et ne perdit qu'une partie sur 129 lors de ses participations aux olympiades d'échecs).
Son style de jeu solide n'avait d'égal que sa prudence. Petrossian savait plus que tout autre envisager les possibilités d'attaque de son adversaire bien à l'avance et concentrer son attention sur ce point, avant même qu'il n'ait l'idée d'attaquer lui-même. Nombre de ses parties le voient cantonné en défense, attendant la faute adverse, pour infliger une contre-attaque inattendue. Bien qu'installé à Moscou, Petrossian est à l'origine du développement des échecs en Arménie.

## Biographie et carrière

### Famille et débuts aux échecs
Tigran Petrossian naît à Tbilissi en juin 1929. Son père, qui a fui la Turquie en 1904, est concierge d'un foyer de l'Armée rouge à Tbilissi ; son fils a parfois l'occasion d'assister aux parties d'échecs que disputent les officiers qui y résident. Ce n'est qu'à l'âge de 12 ans, dans la section d'échecs du palais des pionniers, qu'il en apprend les règles.
Parmi ses premiers livres d'apprentissage, figurent un livre de Maizelis, L'Art du sacrifice de Rudolf Spielmann et Mon système d'Aaron Nimzovitch, le théoricien de la prophylaxie. Petrossian en apprend par cœur le contenu, qui aura une profonde influence sur son jeu.
En 1942, il bat Salo Flohr lors d'une partie simultanée. La même année, pendant l'automne et l'hiver 1942-1943, il fit la connaissance de David Bronstein qui, réformé par l'armée, était venu à Tbilissi avec Chamkovitch.

### Champion d'URSS junior (1945 et 1946)
En 1944, les parents de Tigran Petrossian meurent tous les deux — son père a 70 ans — et, à 15 ans, tout en continuant d'aller à l'école, Tigran doit effectuer divers petits emplois pour nourrir sa sœur (son frère aîné étant dans l'armée).
Après la mort de ses parents, il ne se détourne pourtant pas du jeu d'échecs. En 1944, il termine neuvième-onzième ex æquo du championnat de Géorgie. Dès 1945, il participe au championnat d'URSS junior, qu'il remporte deux fois : il finit premier-troisième ex æquo en 1945 à Léningrad, et seul vainqueur en 1946 devant Viktor Kortchnoï, Nikolaï Kroguious et Iivo Neï.

### Champion de Géorgie et d'Arménie (1945-1948)
En 1945, Tigran Petrossian termine deuxième du championnat de Tbilissi et remporte le titre de champion de Géorgie. L'année suivante, Paul Keres et Vladas Mikenas viennent participer au championnat de Géorgie ; Petrossian finit cinquième du tournoi et deuxième joueur géorgien.
En 1946, il participe « hors concours » au championnat d'Arménie et termine premier devant Genrikh Kasparian. Sur la proposition de Kasparian, il déménage à Erevan en Arménie. À la fin de l'année, il bat Kasparian lors d'un match pour le titre de champion d'Arménie puis, en 1947 et 1948, il remporte ex æquo avec Kasparian le championnat d'Arménie.
En 1948, il travaille comme formateur au club Spartak à Erevan. Il se consacre à l'étude de la théorie et des parties du championnat du monde d'échecs 1948 qui a lieu à La Haye et Moscou. Il finit deuxième du championnat d'Arménie en mars 1949.

### Installation à Moscou (1949)
À partir de 1949, Tigran Petrossian s'installe à Moscou pour mieux se préparer pour les championnats d'URSS. Il s'inscrit au club sportif Spartak de Moscou. Il termine troisième du championnat de Moscou en 1950 et le remporte en 1951, 1956 et 1969.

### Championnats d'URSS (1946-1961 et 1969-1983)

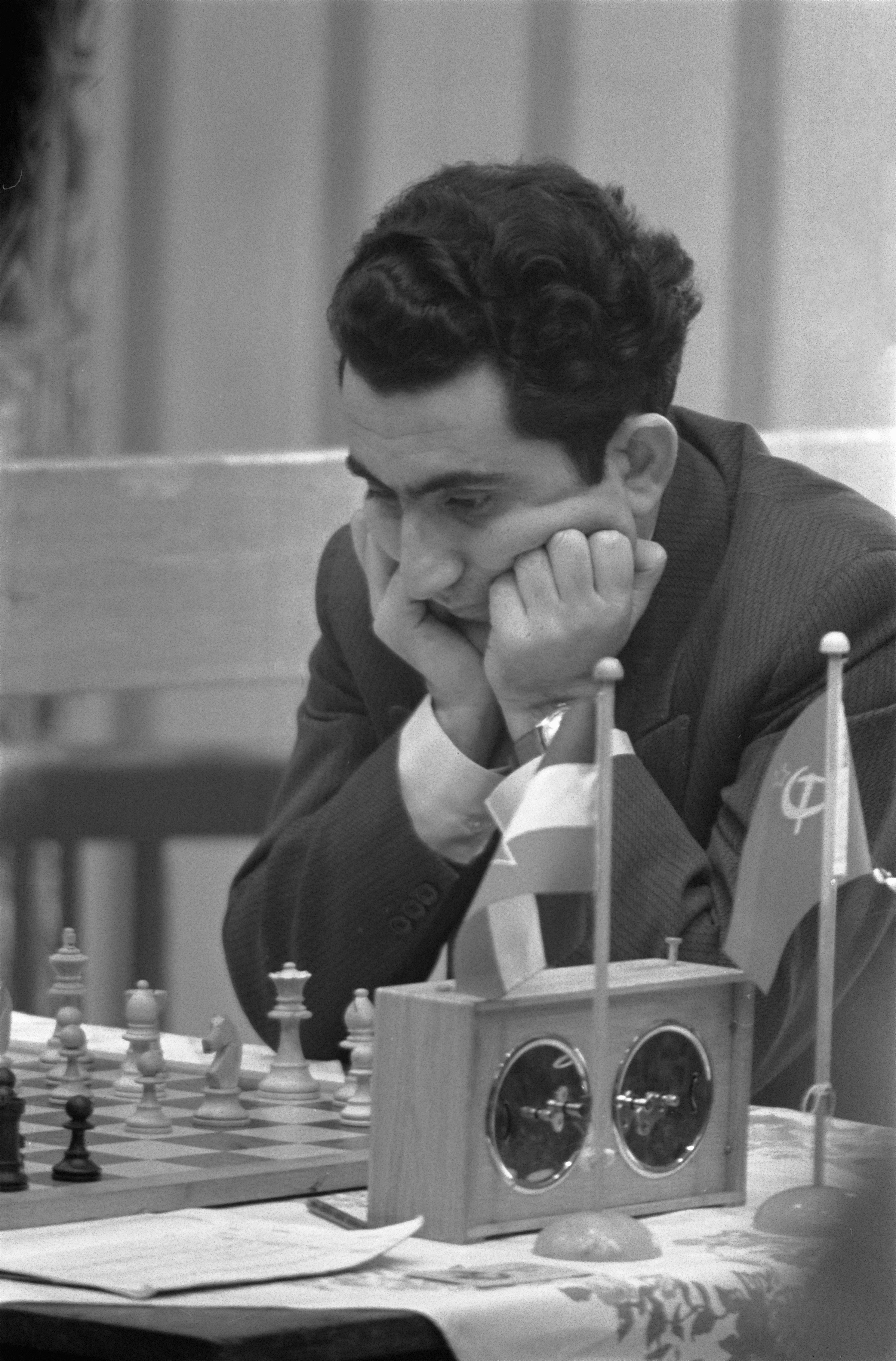
Tigran Petrossian lors du tournoi de Beverwijk 1960.

En 1946, Tigran Petrossian participe à sa première demi-finale du championnat d'URSS (il finit avant-dernier). Lors de sa troisième participation à une demi-finale, en 1949, il se qualifie pour la finale du XVIIe championnat de 1949 où il occupe une modeste seizième place. Lors de sa deuxième finale, en 1950, il termina douzième ex æquo, puis l'année suivante, en 1951, il s'en adjuge la 2e-3e place derrière Paul Kéres, se qualifiant pour le tournoi interzonal de 1952.
En 1952, à 23 ans, grâce à sa performance lors du tournoi interzonal, il devient le plus jeune grand maître international.
Par la suite, il conquit le titre à quatre reprises :
- en 1959 à Tbilissi (+8 =11) ;
- en février 1961 à Moscou (+9 -1 =9), cette finale était un tournoi zonal, qualificatif pour le championnat du monde.

De 1962 à 1968, se consacrant à la défense de son titre de champion du monde, il est absent des championnats d'URSS. Il ne revient qu'après la perte du titre contre Boris Spassky en 1969 et remporte le titre ;
- en 1969 à Moscou (+6 =16), après un match de départage contre Lev Polougaïevski (+2 =3) disputé en 1970 ;
- en 1975 à Erevan (+6 -1 =8).

Il a occupé quatre fois la deuxième place du championnat d'URSS : en 1951, 1958, 1960 et 1973. Joueur très solide, il termina six fois sans perdre une partie : en 1954, 1955, 1958, 1959, 1969 et 1973.

### Cycles des candidats et championnats du monde

#### 1951-1959: premiers tournois des candidats
En 1951, la 2e-3e place de Tigran Petrossian au championnat d'URSS le qualifie pour le cycle 1952-1954. Au tournoi interzonal qui se tient en 1952 à Stockholm, il obtient la 2e-3e place (+7 =13) et le droit de participer au tournoi des candidats suivant. Avec ce premier succès, il entame une carrière exceptionnelle au plus haut niveau, qui durera trente ans.
À Zurich en 1953, il est le plus jeune participant, devancé par des joueurs bien plus expérimentés que lui. Il termine à une honorable cinquième place avec quinze points sur vingt-huit possibles (+6 -4 =18).
En 1955, il finit 3e-6e du championnat d'URSS et se qualifie pour le cycle 1955-1957. En 1955, il se classe quatrième du tournoi interzonal de Göteborg (+5 =15) et se qualifie pour le tournoi des candidats de 1956. En 1956 à Amsterdam, il subit ses deux seules défaites contre des joueurs qui se situaient derrière lui au classement. Avec +3 -2 =13, il occupe la 3e-7e place.

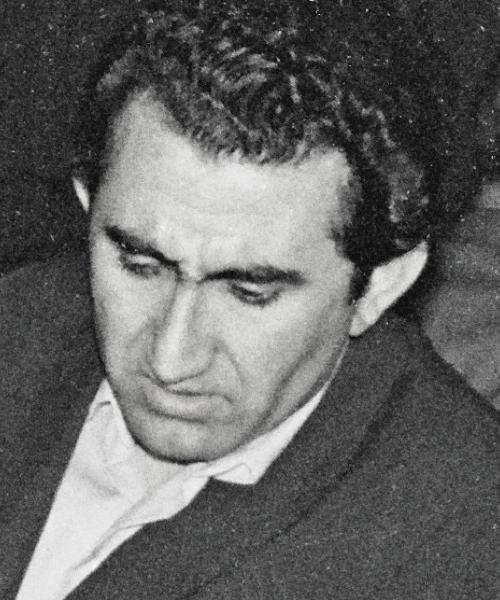
Petrossian à Oberhausen en 1961.

En 1958, il termine deuxième du championnat d'URSS et se qualifie pour le cycle 1958-1960. À Portorož en 1958, sa 3e-4e place (+6 -1 =13) l’emmène vers le tournoi des candidats disputé l'année suivante. Le tournoi des candidats de 1959, disputé en Yougoslavie (à Bled, Zagreb et Belgrade), se joue en quatre tours, chaque joueur disputant quatre parties contre chacun des autres participants. Petrossian se classe troisième, avec 15½ points sur 28.
Il marque :
- 3 / 4 contre Bobby Fischer (+2 =2) et Pal Benko (+2 =2) ;
- 2,5 / 4 contre Paul Keres (+1 =3) ;
- 2 / 4 contre Mikhail Tal (=4) et Svetozar Gligorić (+1 –1 =2) ;
- 1,5 / 4 contre Vassili Smyslov (–1 =3) et Friðrik Ólafsson (+1 –2 =1).

#### 1961-1963: vainqueur du tournoi des candidats et du championnat du monde
En 1961, Tigran Petrossian remporte le championnat d'URSS et se qualifie pour le cycle 1961-1963.
En 1962 à l'interzonal Stockholm, il finit 2e-3e (+8 =14) et peut aller à Curaçao défendre ses chances de rencontrer le champion du monde Mikhail Botvinnik.
Il ne laisse pas passer sa chance en 1962 : au tournoi de Curaçao qui se déroulait sur quatre tours, chaque joueur rencontrait les sept autres joueurs quatre fois. Petrossian finit premier, avec 17½ points sur 27 sans perdre une partie, après avoir dominé Bobby Fischer (+1 –0 =3), Viktor Kortchnoï (+2 –0 =2), Pal Benko (+1 –0 =3), Mikhaïl Tal (+2 –0 =1) et Miroslav Filip (+2 –0 =2) et annulé toutes ses parties contre Paul Keres et Efim Geller (+0 –0 =4). Cette première place lui donne le droit de rencontrer enfin Botvinnik qui, malgré deux brèves interruptions en 1957 et 1960, dominait le championnat du monde des échecs depuis quinze ans. Le tournoi de Curaçao fut le dernier de ce type : à cause du soupçon de collusion entre Petrossian, Keres et Geller (ils annulèrent les douze parties disputées entre eux) qui fut émis par Fischer après le tournoi, cette formule de tournoi quadruple ronde est, à partir de 1965, remplacée par des matchs à élimination directe entre les candidats.
En 1963, après sa victoire à Curaçao, il est confronté à Botvinnik à Moscou. Après un début de match équilibré, puisque les deux joueurs son toujours à égalité après quatorze parties (+2 -2 =10), la perte de la quinzième par Botvinnik entraîne son découragement, n'arrivant pas à percer le jeu patient et défensif de Petrossian. Botvinnik ne put pas remporter une seule victoire et dut s'incliner à la suite de la vingt-deuxième partie (+5 -2 =15). Petrossian devenait le neuvième champion du monde.

#### Matchs contre Spassky (1966 et 1969)
En 1964, la Fédération internationale des échecs abroge le droit du champion du monde déchu (Botvinnik) à un match-revanche, et Tigran Petrossian conserve son titre jusqu'à ce qu'un nouveau candidat se présente contre lui.
En 1966 à Moscou, Boris Spassky, sorti vainqueur du cycle des candidats, vient lui contester le titre. Petrossian prend très tôt l'avantage, puis attend la faute de Spassky, se contentant de parties nulles. Ce n'est qu'à l'issue de la vingt-quatrième et dernière partie que la décision arrive ; Petrossian conserve son titre sur le score de 12,5 à 11,5 (+4 –3 =17).
En 1969, Spassky remporte de nouveau le match des candidats et revient pour prendre sa revanche sur Petrossian, toujours à Moscou. Dans un match difficile, il vient à bout de la résistance du champion du monde après la vingt-troisième partie, sur le score de 10,5 à 12,5 (+4 -6 =13).

#### Finaliste des candidats (1971)

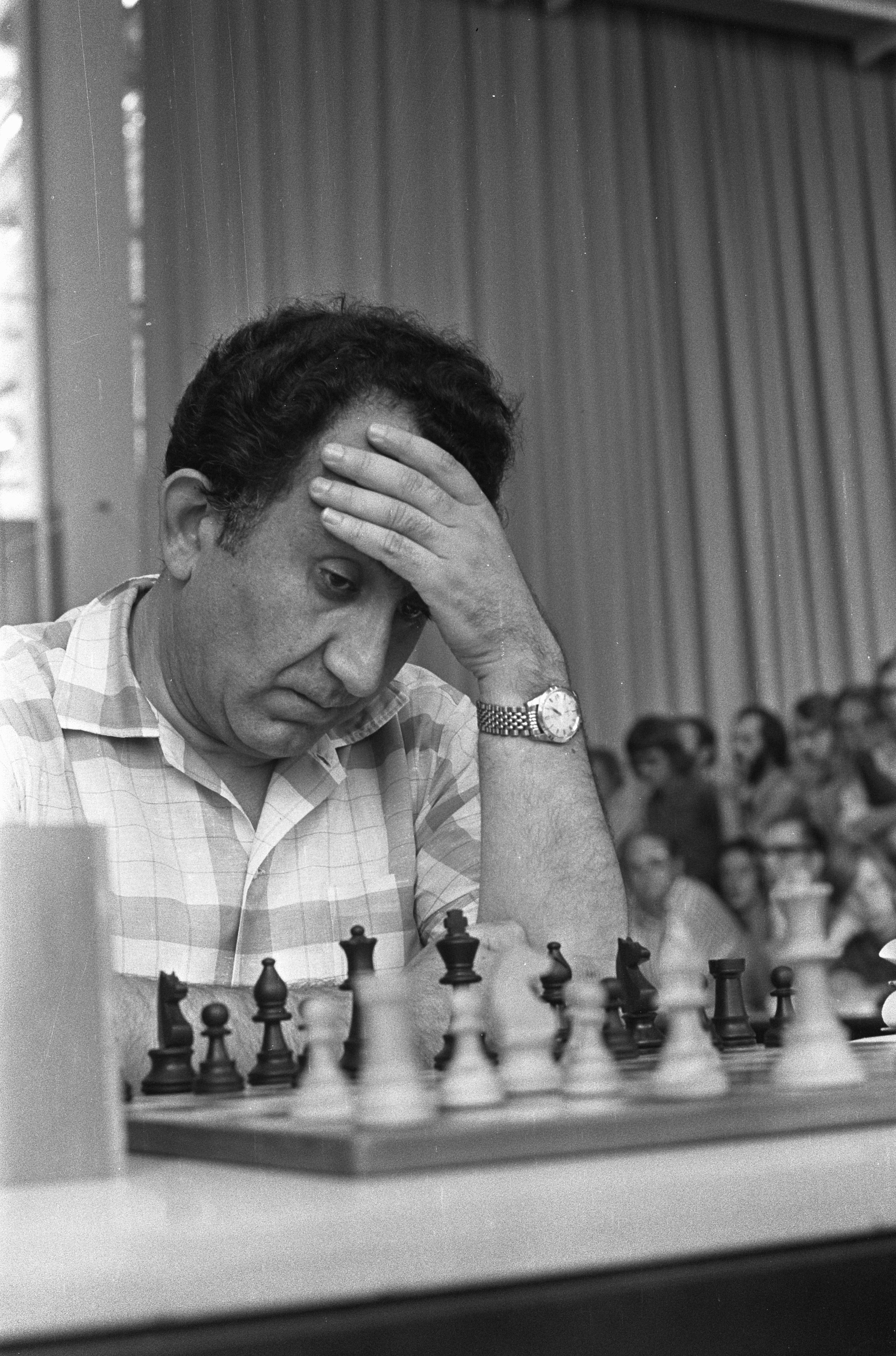
Tigran Petrossian en 1973.

Après la perte de son titre de champion du monde en 1969, Tigran Petrossian doit participer à la nouvelle organisation du cycle des candidats. Le tournoi des candidats avait été remplacé en 1965 par des matchs éliminatoires.
Qualifié d'office pour les matchs des candidats par son statut de champion du monde sortant, il n'a pas à disputer le tournoi interzonal de Palma de Majorque en 1970.
En 1971, en quart de finale du tournoi des candidats, il élimine Robert Hübner (+1 =6). Ce match devait aller jusqu'à la dixième partie mais, après sa première défaite, Hübner abandonna en invoquant que la salle de jeu, très bruyante, gênait sa réflexion tandis que Petrossian qui souffrait de surdité n'était pour sa part nullement dérangé par le bruit ambiant (il débranchait son appareil auditif). Ensuite, Petrossian rencontre Viktor Kortchnoï en demi-finale : après huit parties nulles, il remporte la partie et le match (+1 =9).
En finale du tournoi des candidats, il affronte le favori, l'américain Bobby Fischer. Dès la première partie, il effectue une nouveauté dans l'ouverture mais Fischer trouve les meilleures réponses. Puis survient une panne de courant qui déstabilise Petrossian et Fischer gagne la partie. Lors de la deuxième partie, l'ancien champion du monde l'emporte brillamment puis, lors de la troisième partie, alors qu'il a une position gagnante, il répète trois fois la même position, et la partie est déclarée nulle. Suivent deux nulles dans les quatrième et cinquième parties. Par la suite, Fischer, qui revient dans le match après des débuts où il était souffrant, voyant le retour de ses exigences continuelles sur les conditions de jeu (ce qui eut un impact sur le moral de Petrossian), remporte les quatre parties suivantes puis le match sur le score de 6½ à 2½ (+1 -5 =3 pour Petrossian).

#### 1974, 1977 et 1980: éliminé en matchs des candidats par Kortchnoï
En 1973, Tigran Petrossian, du fait de sa position de finaliste du match des candidats du cycle 1969-1972, est dispensé de jouer dans l'un des deux tournois interzonaux (Leningrad ou Petropolis).
En 1974, le quart de finale des candidats l'oppose à Lajos Portisch qu'il élimine (+3 -2 =8). Puis il rencontre Viktor Kortchnoï pour la deuxième fois en demi-finale, dans un match émaillé d'incidents entre les deux joueurs. Le match se joue en quatre parties gagnantes, mais Petrossian abandonne après sa troisième défaite (+1 -3 =1).

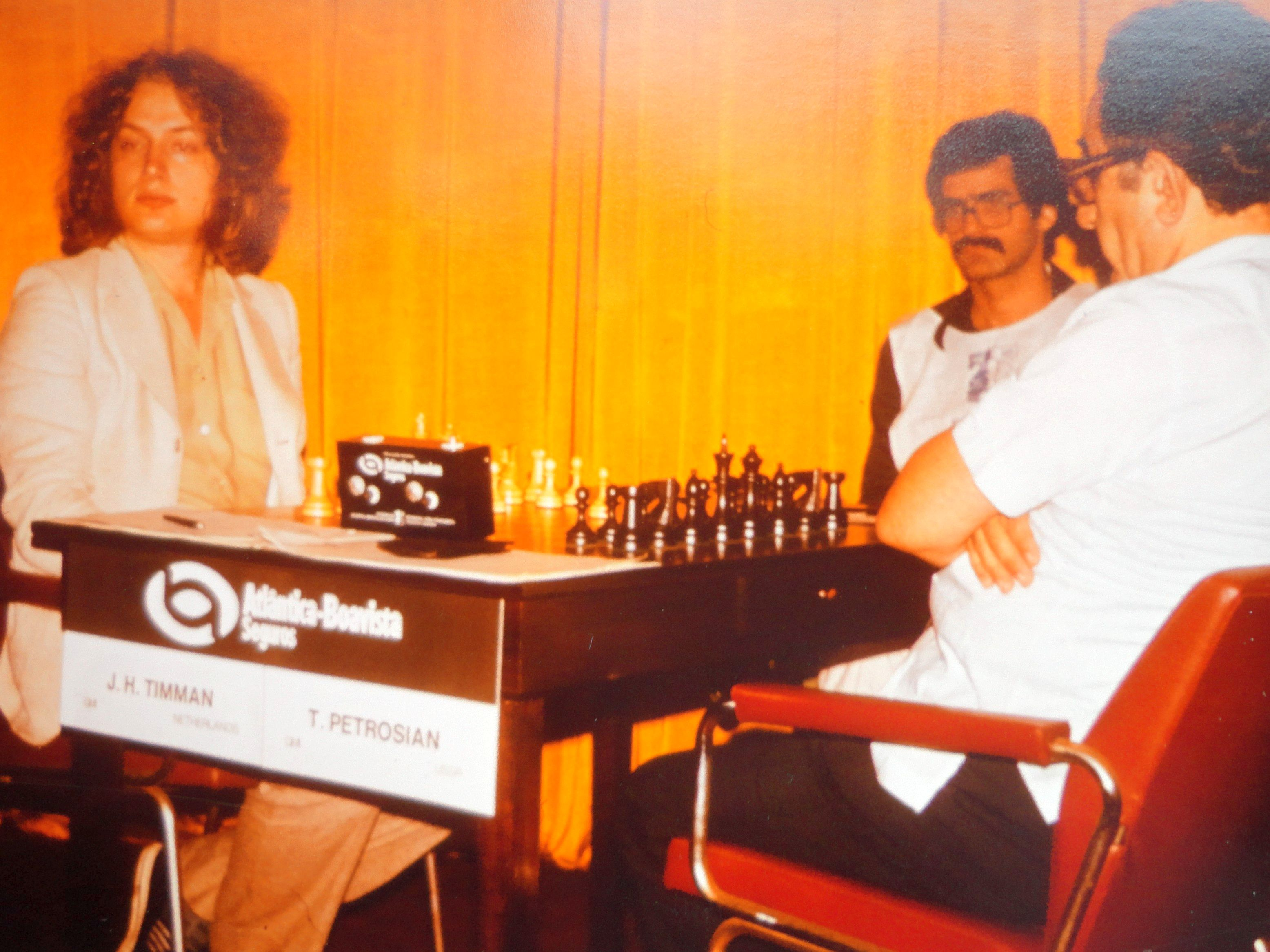
Petrossian (à droite) lors du tournoi interzonal de 1979, face à Jan Timman.

Lors du cycle suivant (1976-1978), il doit disputer le tournoi interzonal de Bienne en 1976. Il y termine 2e-4e (+6 -1 =12) et se qualifie cette fois encore pour les matchs des candidats après un tournoi de départage triangulaire contre Portisch (+1 =3) et Mikhaïl Tal (=4) qui fut éliminé. Mais, en 1977 il est éliminé dès les quarts de finale par Kortchnoï (+1 -2 =9).
Lors du cycle 1979-1980, il doit à nouveau disputer un tournoi interzonal. À Rio de Janeiro en 1979, il termine 1er-3e (+6 =11), ce qui lui assure l'accès à la phase finale de la course au titre de champion du monde. Mais, en 1980, le scénario de 1977 se répète et, en quarts de finale, il est à nouveau dominé par son vieil ennemi Viktor Kortchnoï (+0 -2 =7).

#### 1982: dernier tournoi interzonal
En 1982, Tigran Petrossian dispute à nouveau un tournoi interzonal. Mais pour sa dernière apparition et pour la première fois depuis 1952, il ne réussit pas à se qualifier pour le match des candidats. Sa 4e-5e place à l'interzonal de Las Palmas le laisse à la porte : seuls les deux premiers (Zoltan Ribli et Vassily Smyslov) sont qualifiés.

### Maladie et mort

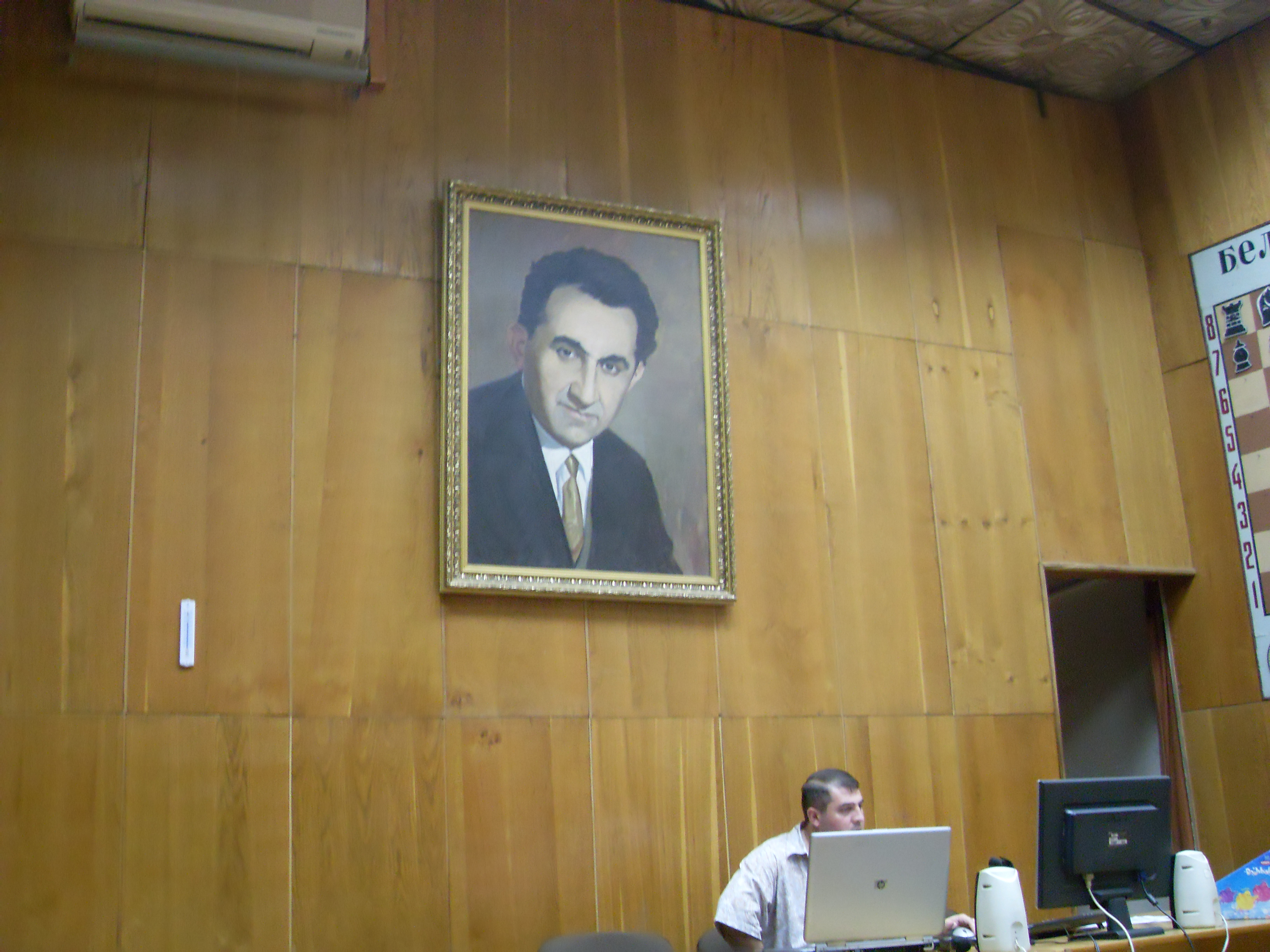
Portrait de Petrossian à Erevan en Arménie.

Tigran Petrossian meurt à Moscou à l'âge de 55 ans, des suites d'un cancer de l'estomac. Il est inhumé au cimetière arménien de Moscou.
Bien qu'il ne fût pas né en Arménie et qu'il n'y habitât jamais durablement, il y était considéré comme un héros national dans ce pays.

## Palmarès

### Victoires dans les tournois internationaux (1960-1980)
S'ils lui permirent d'apparaître souvent dans le haut des classements des tournois, son jeu calme et défensif et le grand nombre de parties nulles qu'il concédait empêchèrent toutefois Petrossian d'en prendre les premières places.
Néanmoins, il faut noter les victoires suivantes :

#### Années 1960
- 1960 : 
  - Beverwijk, ex æquo avec Bent Larsen, devant Matanovic, Donner et Flohr
  - Copenhague (mémorial Nimzowitsch), seul vainqueur devant Geller, Stahlberg et Larsen
- 1963 : Los Angeles (coupe Piatigorsky), ex æquo avec Paul Keres, devant Najdorf, Olafsson, Reshevsky, Gligoric, Panno et Benko
- 1964 : Buenos Aires, ex æquo avec Paul Keres, devant R. Byrne, Najdorf et Eliskases

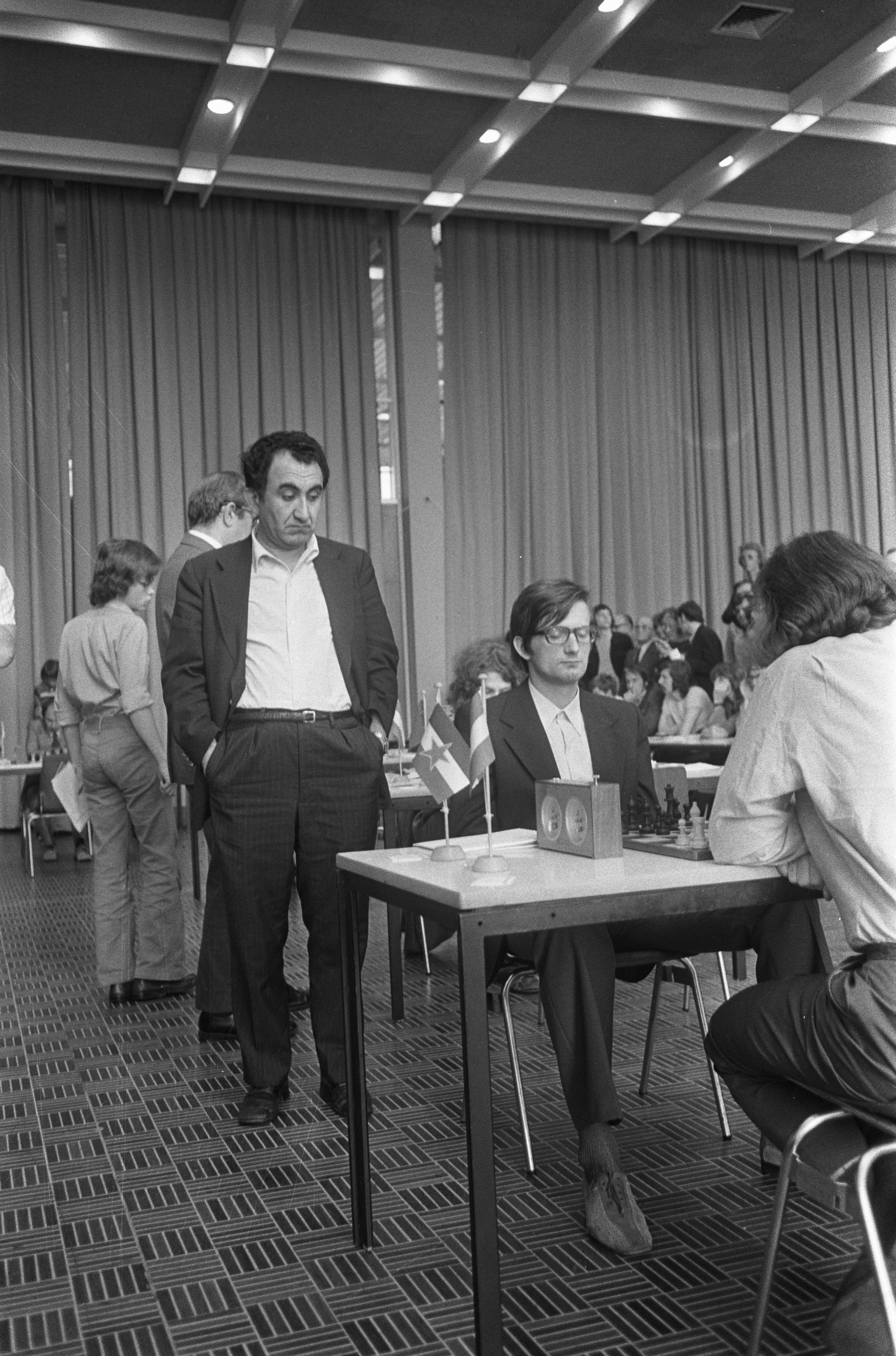
Tigran Petrossian (debout, derrière Albin Planinc) au tournoi IBM d'Amsterdam en 1973.

#### Années 1970 et 1980
- 1972 : San Antonio, ex æquo avec Portisch et Karpov : 10,5 / 15 (+6 =9), devant Gligoric, Kéres, Hort, Mecking, Larsen, Evans et Browne
- 1973 : 
  - Las Palmas, ex æquo avec Leonid Stein, devant Hort, Andersson, Panno, Ribli, Kavalek, Gheorghiu et Ljubojevic
  - Amsterdam (tournoi IBM), ex æquo avec Planinc, devant Kavalek, Spassky, Szabo, Andersson, Ribli, Smejkal et Timman
- 1976 : open de Lone Pine (Californie) : Petrossian marqua 5½ sur 7 dans le premier système suisse qu'il disputa dans sa carrière,
- 1979 : 
  - Rio de Janeiro (tournoi interzonal), ex æquo avec Portisch et Hübner, devant Hübner, Timman, Ivkov, Balachov, Torre, Sax, Smejkal et Vaganian
  - Tallinn (mémorial Kéres, seul vainqueur) : 12 / 16 (+8 =8), devant Vaganian, Bronstein et Sax,
- 1980 : 
  - Bar (seul vainqueur) : +7 =6, un point devant Smyslov,
  - Las Palmas, ex æquo avec Geller et Miles : +6 =5, devant Sosonko et Andersson.

### Tournois et matchs

#### 1943-1951: champion de Géorgie, d'Arménie et de Moscou
Petrossian commença à jouer aux échecs pendant l'été 1941 et gravit tous les échelons de la cinquième à la deuxième catégorie pendant l'année 1941-1942. En janvier-février 1943, à Tbilissi, il finit premier ex æquo d'un tournoi de qualification pour joueurs de deuxième catégorie. En 1944, il termina deuxième d'un tournoi pour joueurs de première catégorie, réalisa sa première norme de candidat-maître (titre qu'il obtint en novembre 1945) et se qualifia pour le cinquième championnat (adultes) de Géorgie (novembre-décembre 1944). Dans ce championnat, âgé de seulement quinze ans, il termina neuvième-onzième ex æquo parmi dix-huit joueurs avec 8 points sur 17. Le tournoi fut remporté par Mikenas et Kasparian qui jouaient hors-concours.
En juillet-août 1945, après le championnat de Tbilissi, Petrossian participa à la finale du tournoi des joueurs de 1re catégorie de Tbilissi (classement inconnu) et se qualifia pour la demi-finale du championnat des candidats maîtres de l'URSS qui avait lieu à Erevan. Cependant, en août, il décida de participer au championnat d'URSS junior disputé en même temps à Léningrad. En novembre-décembre 1945, il prit part à la demi-finale du sixième championnat de Géorgie et se qualifia pour la finale qui eut lieu en décembre 1945-janvier 1946 et qu'il remporta à l'âge de seize ans.
En 1946, Petrossian finit dixième du tournoi de candidats maîtres de Leningrad avec 6,5 / 15 (+3 –5 =7). Après sa victoire lors du match contre Kasparian en septembre-octobre, il participa pour la première fois à une demi-finale du championnat d'URSS en novembre 1946 à Tbilissi et il finit avant dernier (16e-17e) : 6 / 17 (+2 –7 =8).
En 1947, à Tbilissi, Petrossian remporta le tournoi national des candidats-maîtres et reçut le titre de maître. La même année, à Riga, il finit dixième du championnat national du club Spartak avec 10,5 points sur 19 (+6 –4 =9) (victoire de Fourman après un match de départage contre Simaguine disputé en avril 1948 à Moscou). En 1948, il participa à la demi-finale du championnat d'URSS par équipe (au 2e échiquier de l'Arménie) à Tbilissi et marqua 2 points sur 3 (+1 =2). L'Arménie termina troisième des quatre équipes. En septembre 1951, lors de la finale du Championnat d'URSS par équipe à Tbilissi, Petrossian jouait au troisième échiquier de l'équipe de Moscou. Il finit 4e-5e des six joueurs avec 2,5 points sur 5 (+2 –2 =1). La victoire au troisième échiquier revint à Bannik (Ukraine) devant Amirkhanov (Azerbaïdjan) et Tolouch (Léningrad).
En 1949, Petrossian se qualifia pour sa première finale du championnat d'URSS. Il était le plus jeune joueur et termina seizième : 7,5 / 19 (+4 –8 =7). L'année suivante (en 1950), à Moscou, il finit douzième-treizième ex æquo : 8 / 17 (+5 –6 =6), avant de remporter le deuxième prix en 1951 et de se qualifier pour le tournoi interzonal de 1952 en Suède.
| Année | Vainqueur | Deuxième à cinquième |
| ----- | --- | --- |
| 1943  | Tbilissi (1er-3e) : 11,5 / 15 (tournoi 2e catégorie) | |
| 1944  | | Tbilissi (2e) : 8,5 / 11 (tournoi 1re catégorie) |
| 1945  | Tbilissi (tournoi junior gagné avec 100 % des points)Championnat d'URSS junior (1er-3e) : 11 / 15 (+8 –1 =6) (Léningrad, ex æquo avec Vasitchouk et Rechko)1945-1946 : Championnat de Géorgie (Tbilissi) : 11,5 / 15 (+10 –2 =3) | Championnat de Tbilissi (2e après Kasparian) : 8 / 11 (+6 –1 =4) |
| 1946  | Championnat d'Arménie (hors-concours) (Erevan) : 9 / 10 (+8 =2)Championnat d'URSS junior (Léningrad) : 14 / 15 (+13 =2) (Erevan) Match pour le championnat d'Arménie contre Kasparian : 8-6 (+5 -3 =6),                          | Championnat de Géorgie (Tbilissi) (5e) : 12,5 / 19 (+10 –4 =5) (victoire, hors concours, de Keres devant Mikenas et Zagorianski) (Ebralidsé, quatrième, devint champion de Géorgie) |
| 1947  | Tbilissi (tournoi de candidats-maîtres) : 11,5 / 15 (+8 =7) (quart de finale du championnat d'URSS 1948) | Championnat d'Arménie (Erevan, 2e-4e) : 8,5 / 11 (+7 =3) (victoire de Bondarevski, hors concours, devant Kasparian et Douz-Chotimirski (hors-concours))Demi-finale du championnat d'URSS 1948 (5e) : 8,5 / 15 (+6 -4 =5) (Moscou, tournoi remporté par Averbakh devant Panov)                                                        |
| 1948  | Championnat de Erevan : 9 / 10Championnat d'Arménie (Erevan) : 12,5 / 13 (+13 =1) (ex æquo avec Kasparian) | Championnat des républiques du Caucase (2e après Makogonov) (Tbilissi) : 9 / 12 (+6 =6) |
| 1949  | Tachkent : 12,5 / 15 (11 –1 =3) (ex æquo avec Oufimtsev) (tournoi jubilé d'Ouzbékistan) | Championnat d'Arménie (2e derrière Kasparian) (Erevan) : 12,5 / 15 (+12 –2 =1)Tbilissi (tournoi de maîtres) (2e-5e derrière Illivitski) : 6 / 12Demi-finale du championnat d'URSS 1949 (2e derrière Geller) (Tbilissi) : 11 / 16 (+7 –1 =8)                                                                                          |
| 1950  | | Championnat de Moscou (3e) : 9 / 15 (+4 -1 =10) (victoire de Averbakh et Chistiakov : 11 / 15)Demi-finale du championnat d'URSS 1950 (2e-3e) : 10 / 15 (+8 -3 =4) (Gorki, victoire de Aronine devant Lioubinski) |
| 1951  | Championnat de Moscou : 9,5 / 12 (+7 =5) (Tachkent) Match contre Moukhitdinov : 10,5-3,5 (+7 =7) Sverdlovsk : 13,5 / 19 (+9 -1 =9) (demi-finale du championnat d'URSS 1951)                                                      | Championnat open de Lituanie (2e-4e) : 9,5 / 14 (+8 -3 =3) (Vilnius, victoire de Kholmov devant Lilienthal et Simaguine) Tbilissi (tournoi de maîtres) (2e-3e) : 9,5 / 15 (+7 –3 =5) (victoire de Souétine devant Bannik)Championnat d'URSS (Moscou) (2e-3e) : 11,5 / 17 (+8 -2 =7) (tournoi zonal remporté par Keres devant Geller) |

#### 1952-1959: champion d'URSS et candidat au championnat du monde
En 1952, Petrossian participa à ses premiers tournois internationaux à l'étranger : le mémorial Maroczy à Budapest et le tournoi interzonal en Suède ; il fut absent du championnat d'URSS 1952 pour pouvoir se consacrer à la préparation du tournoi des candidats de 1953 en Suisse.
Avant 1960, Petrossian termina quatre fois invaincu du championnat d'URSS : en 1954 (tournoi zonal), 1955, 1958 (tournoi zonal) et 1959. De 1952 à 1962, il ne perdit qu'une partie lors des quatre tournois interzonaux (invaincu en 1952, 1955 et 1962 ; une défaite en 1958).
| Année | vainqueur | Deuxième à septième |
| ----- | --- | --- |
| 1952  | | Mémorial Maroczy (Budapest) (7e) : 9,5 / 17 (+6 -4 =7) (victoire de Kéres devant Geller, Botvinnik, Smyslov et Ståhlberg)(Saltsjöbaden) Tournoi interzonal (2e-3e) : 13,5 / 20 (+7 =13) (victoire de Kotov devant Taïmanov)Gagra et Voronovo (entraînement) (7e-8e) : 3 / 8 (+2 -3 =2) |
| 1953  | (Vienne) Match Autriche–URSS contre Lokvenc : 2-0 (Moscou) Match contre Youdovitch : 1-0 | Gagra (entraînement) (2e après Smyslov) : 6 / 9 (+4 -1 =4)Bucarest (2e derrière Tolouch) : 13 / 19 (+7 =12) Tournoi des candidats de Zurich 1953 (5e) : 15 / 28 (+6 -4 =18) (victoire de Smyslov devant Bronstein, Kéres et Reshevsky)                                                 |
| 1954  | Match Argentine–URSS contre Pilnik : 2,5–1,5 (+1 =3)Matchs contre l'Uruguay, la France et la Suède : 2–0Match États-Unis–URSS contre Bisguier : 3-1 (+2 =2)Match Angleterre-URSS contre Milner-Barry : 2-0(Riga) Coupe d'URSS par équipes : 7 / 10 (+5 -1 =4)(Moscou) Match Moscou - Ukraine contre Lipnitski : 1-0 | Championnat d'URSS (Kiev) (4e-5e) : 12,5 / 19 (+6 =13) (victoire de Averbakh devant Kortchnoï, Taïmanov et Lissitsine) Belgrade (4e-5e) : 11,5 / 19 (+7 -3 =9) (victoire de Bronstein devant Matanovic, Trifunovic et Ivkov)                                                           |
| 1955  | (Budapest) Match Hongrie – URSS : 5,5 / 7 (+4 =3) (Moscou) Match URSS – États-Unis : 4-0 (2-0 contre Horowitz et contre Pavey) | Championnat d'URSS (Moscou) (3e-6e) : 11,5 / 19 (+4 =15) (tournoi zonal remporté par Geller devant Smyslov)Tournoi interzonal (Göteborg) (4e) : 12,5 / 20 (+5 =15) (victoire de Bronstein devant Kéres et Panno)                                                                       |
| 1956  | (Moscou) Match Spartak-Torpedo contre Estrine : 1-0Championnat de Moscou (1er-2e) : 10 / 15 (+6 -1 =8) Match de départage contre Simaguine : 3,5–1,5 (+3 -1 =1)Tbilissi : 14,5 / 19 (+10 =9) (demi-finale du championnat d'URSS 1957)                                                                               | Tournoi des candidats (3e-7e) : 9,5 / 18 (+3 –2 =13) (Amsterdam, tournoi remporté par Smyslov devant Kéres) (Belgrade) Match Yougoslavie-URSS : 4 / 8 (+1 –1 =6) |
| 1957  | (Moscou) Exhibition contre Lilienthal : 1-0(Moscou) Matchs contre Terpougov et Prokhorovitch : 1-0Kiev : 12,5 / 19 (+7 -1 =11) (demi-finale du championnat d'URSS 1958) | Championnat d'URSS (Moscou) (7e-8e) : 12 / 21 (+7 -4 =10) (tournoi remporté par Tal devant Kéres et Bronstein)(Léningrad) Match URSS-Yougoslavie : 5 / 8 (+3 –1 =4)Championnat d'Europe par équipe (Vienne) : 4 / 5 (+3 =2)                                                            |
| 1958  | (Moscou) Matchs contre Ignatiev et Lebdev : 1-0 Olympiade de Munich (2e réserve) : 10,5 / 13 (+8 =5) | Championnat d'URSS (2e après Tal) : 12 / 18 (+6 =12) (Riga, tournoi zonal)(Vilnius) Championnat d'URSS par équipe (2e échiquier) : 5,5 / 8Tournoi interzonal (Portorož) (3e-4e) : 12,5 / 20 (+6 -1 =13) (tournoi remporté par Tal devant Gligoric et Benko)                            |
| 1959  | Championnat d'URSS (Tbilissi) : 13,5 / 19 (+8 =11)Match Moscou - Biélorussie contre Souétine : 1–1 (+0 –0 =2)Match Moscou-Léningrad contre Taïmanov (+1 –1 =0)(Moscou) Spartakiade d'URSS (3e échiquier) : 5 / 7 (+3 =4)                                                                                            | (Kiev) Match URSS-Yougoslavie : 3 / 4 (+2 =2) Tournoi des candidats (3e) : 15,5 / 28 (+7 -4 =17) (Yougoslavie, victoire de Tal devant Kéres) |

#### 1960-1968: champion du monde
En 1960, Petrossian remporta ses premières victoires dans les tournois internationaux (à Beverwijk et à Copenhague). Il devint champion du monde en 1963 (Jusqu'en 1969, les championnats du monde avaient lieu à Moscou). En 1967, Petrossian termina 9e-12e avec 8,5 points sur 17 (+3 –3 =11), du tournoi anniversaire du club central de Moscou, tournoi remporté par Stein devant Gipslis, Bobotsov, Smyslov et Tal.
| Année | Seul vainqueur ou covainqueur | Deuxième à sixième |
| ----- | --- | --- |
| 1960  | Beverwijk (1er-2e) : 6,5 / 9 (+4 =5) (ex æquo avec Larsen)(Tunis) Matchs contre la Tunisie : 2–0 et contre l'Italie : 1–0(Hambourg) Match RFA-URSS : 6,5 / 7Copenhague (mémorial Nimzowitsch) : 11,5 / 13 (+10 =3)Olympiade de Leipzig (2e réserve) : 12 / 13 (+11 =2)Match Léningrad - Moscou contre Bondarevski : 1,5–0,5 | Championnat d'URSS (2e-3e) : 13,5 / 19 (+10 -2 =7) (Léningrad, victoire de Kortchnoï devant Geller) Championnat d'URSS par équipe (2e échiquier) (Moscou) : 4 / 5 (+4 –1 =0)                                                                             |
| 1961  | Championnat d'URSS (Moscou) : 13,5 / 19 (+9 -1 =9) (tournoi zonal, février 1961)Championnat du club Spartak (Moscou) : 5,5 / 6 (+5 =1)(Belgrade) Match Yougoslavie-URSS : 4 / 5 (+3 =2)(Oberhausen) Championnat d'Europe par équipe : 6 / 8 (+4 =4)                                                                         | Zurich (2e derrière Kéres) : 8,5 / 11 (+7 -1 =3)Championnat de Moscou par équipes : 2,5 / 4 (+2 -1 =1)Bled (3e-5e) : 12,5 / 19 (+8 -2 =9) (victoire de Tal devant Fischer, Gligoric et Keres)Championnat d'URSS par équipe : (Moscou) 1,5 / 5 (+1 -3 =1) |
| 1962  | Tournoi des candidats (Curaçao) : 17,5 / 27 (+8 =19)(La Haye) Match Pays-Bas-URSS contre Donner : 1,5–0,5Olympiade de Varna (2e échiquier) : 10 / 12 (+8 =4) | Tournoi interzonal (2e-3e) : 15 / 22 (+8 =14) (Stockholm, victoire de Fischer devant Geller) |
| 1963  | Championnat du monde contre Botvinnik (Moscou) : 12,5–9,5 (+5 -2 =15)Los Angeles : 8,5 / 14 (+4 -1 =9) (ex æquo avec Keres) | Spartakiade d'URSS (3e-4e) : 5,5 / 9 (+4 –2 =3) (1er échiquier, victoire de Geller et Kortchnoï : 5,5 / 8) |
| 1964  | (Moscou) Matchs contre Liberzon et Livichine : 1-0Buenos Aires : 12,5 / 17 (+8 =9) (ex æquo avec Keres)Moscou : 10,5 / 15 (+7 -1 =7) (championnat des syndicats) | Coupe d'URSS par équipes (3e-4e) (Moscou) : 3,5 / 6 (+2 -1 =3) (victoire de Botvinnik et Tal : 4,5 / 6 devant Geller) (Petrossian marqua 3 / 4 (+2 =2) en demi-finale à Tallin)Olympiade de Tel-Aviv (6e) : 9,5 / 13 (+6 =7) (Uhlmann médaille d'or)     |
| 1965  | Championnat d'Europe par équipes (Hambourg) : 6 / 10 (+2 =8) | Zagreb (3e derrière Ivkov et Uhlmann) : 12,5 / 19 (+7 –1 =11)Erevan (2e-3e) : 8,5 / 12 (+4 =9) (victoire de Kortchnoï devant Stein) Match Moscou-Léningrad contre Kortchnoï : 0–2                                                                        |
| 1966  | Moscou (entraînement) : 8,5 / 10 (+8 -1 =1)Championnat du monde contre Spassky (Moscou) : 12,5–11,5 (+4 -3 =17)Olympiade de La Havane : 11,5 / 13 (+10 =3) | Santa Monica (6e-7e) : 9 / 18 (+3 –3 =12) (victoire de Spassky devant Fischer)Coupe d'URSS par équipes (3e-4e) : 6 / 10 (+2 =8) (victoire de Botvinnik : 6 / 9 et Geller : 6,5 / 10)                                                                     |
| 1967  | Spartakiade de Moscou : 3 / 4 (+2 =2) | Spartakiade d'URSS (Moscou) : 4,5 / 8 (+3 –2 =3)Venise (2e-3e) : 10 / 13 (+7 =6) (victoire de Donner devant Evans) |
| 1968  | Championnat de Moscou (1er-2e) : 10,5 / 15 (+6 =9) (ex æquo avec Bronstein)Olympiade de Lugano : 10,5 / 12 (+9 =3) | Bamberg (2e-3e) : 10 / 15 (+5 =10, victoire de Kéres devant Schmid) Palma de Majorque (4e) : 11,5 / 17 (+7 -1 =9) (victoire de Kortchnoï devant Larsen et Spassky)                                                                                       |

#### 1969-1975: champion d'URSS et finaliste du tournoi des candidats
| Année | Vainqueur | Deuxième à huitième |
| ----- | --- | --- |
| 1969  | Championnat d'URSS : 14 / 22 (+6 =16) (ex æquo avec Polougaïevski) | Palma de Majorque (2e derrière Larsen) : 11,5 / 17 (+6 =11) Championnat du monde contre Spassky (Moscou) : 10,5–12,5 (+4 -6 =13) |
| 1970  | Match de départage contre Polougaïevski (+2 –0 =3) | (Belgrade) Match URSS-Reste du monde contre Fischer : 1–3 (+0 -2 =2)Rovinj et Zagreb (6e) : 10,5 / 17 (+5 -1 =11) (victoire de Fischer)(Kapfenberg) Championnat d'Europe par équipes (2e) : 3,5 / 6 (+1 =5)Olympiade de Siegen (6e au 2e échiquier) : 10 / 14 (+6 =8)Vinkovci (6e-9e) : 9 / 15 (+4 –1 =10) (victoire de Larsen devant Bronstein, Gligoric et Hort)                     |
| 1971  | Tournoi des candidats (finaliste) : matchs gagnés contre Hübner : 4–3 (+1 -0 =6) et contre Kortchnoï : 5,5–4,5 (+1 -0 =9) | Wijk aan Zee (2e-4e derrière Kortchnoï) : 9,5 / 15 (+4 =11)Finale des candidats contre Fischer (Buenos Aires) : 2,5–6,5 (+1 –5 =3) Mémorial Alekhine (Moscou, 4e-5e) : 10 / 17 (+4 -1 =12) (victoire de Stein et Karpov devant Smyslov et Toukmakov) |
| 1972  | San Antonio (1er-3e) : 10,5 / 15 (+6 =9) (ex æquo avec Karpov et Portisch) | Olympiade d'URSS (Moscou, 3e) : 4,5 / 7 (+2 =5)Tournoi de Sarajevo (2e derrière Szabo) : 10,5 / 15 (+6 =9)Olympiade de Skopje (8e au 1er échiquier) : 10,5 / 16 (+6 -1 =9) (Hübner médaille d'or devant Hort et Browne) |
| 1973  | Las Palmas : 9,5 / 15 (+4 =11) (ex æquo avec Stein)(Bath) Championnat d'Europe par équipes (2e échiquier) : 4,5 / 7 (+2 =5)Amsterdam : 10 / 15 (+7 -2 =6) (tournoi IBM, ex æquo avec Planinc)Match URSS - Yougoslavie contre Gligoric (Tbilissi) : 2–2 (+1 –1 =2) | Championnat d'URSS (2e-6e après Spassky) : 10,5 / 17 (+4 =13) (Moscou, ex æquo avec Karpov, Kortchnoï, Kouzmine et Polougaïevski) |
| 1974  | Tournoi des candidats (quart de finale) : (Palma) Match contre Portisch : 7–6 (+3 –2 =8)Olympiade de Nice (4e échiquier) : 12,5 / 14 (+11 =3) | Manille (2e derrière Vassioukov) : 9,5 / 14 (+5 =9) Demi-finale des candidats contre Kortchnoï : 1,5–3,5 (+1 –3 =1) |
| 1975  | (Milan) Demi-finale contre Karpov : 2–2 (+0 –0 =4) Match pour la 3e place contre Ljubojevic : +1 –1 =4 Championnat d'URSS (Erevan) : 10 / 15 (+6 -1 =8) | Las Palmas (7e) : 9,5 / 15 (+4 =11) (victoire de Ljubojevic devant Andersson, Mecking, Tal et Olafsson)Milan (3e) : 11,5 / 21 (+3 –1 =17) (victoire de Karpov devant Portisch) (Milan) Tournoi préliminaire (2e-4e après Portisch) : 6,5 / 11 (+2 =9)(Moscou) Mémorial Alekhine (6e-7e) : 9 / 15 (+4 –1 =10) (victoire de Geller devant Spassky, Kholmov, Kortchnoï, Vaganian et Hort) |

#### 1976-1983: éliminé en quart de finale des candidats
| Année | Vainqueur | Deuxième à neuvième |
| ----- | --- | --- |
| 1976  | Open de Lone Pine : 5,5 / 7 (+4 =3) Varèse : 4,5 / 8 (+1 =7) (tournoi de départage avec Tal et Portisch)                             | Coupe d'URSS des clubs (Tbilissi) : 4 / 7 (+1 =6)Tournoi interzonal de Bienne (2e-4e) : 12 / 19 (+6 -1 =12) (tournoi remporté par Larsen devant Tal et Portisch)Championnat d'URSS (Moscou) (3e-4e) : 10,5 / 17 (+6 -2 =9) (victoire de Karpov devant Balachov) |
| 1977  | | Quart de finale des candidats contre Kortchnoï : 5,5–6,5 (+1 -2 =9)Championnat d'Europe par équipes (2e au 2e échiquier) : 3,5 / 6 (+1 =5)Sotchi (5e-9e) : 9 / 15 (+3 =12) (mémorial Tchigorine remporté par Tal)Championnat d'URSS (Léningrad) (3e-4e) : 9 / 15 (+4 -1 =10) (victoire de Goulko et Dorfman)                                                                    |
| 1978  | | 1977-1978 : Tournoi de Hastings (2e-3e) : 9,5 / 14 (+5 =9) (victoire de Dzindzichachvili devant Sax)Open de Lone Pine (6e-10e) : 6 / 9 (+3 =6) (victoire de Larsen)Vilnius (2e derrière Toukmakov) : 10 / 15 (+6 –1 =8)Olympiade de Buenos Aires (7e au 2e échiquier) : 6 / 9 (+3 =6)                                                                                           |
| 1979  | Mémorial Keres (Tallinn) : 12 / 16 (+8 =8)Tournoi interzonal (Rio de Janeiro) (+6 =11) (ex æquo avec Portisch et Hübner) : 11,5 / 17 | Banja Luka (3e-4e) : 9 / 15 (+3 =12) (victoire de Kasparov devant Smejkal et Andersson)Spartakiade d'URSS (Moscou) : 4,5 / 8 (+2 –1 =5)Buenos Aires (9e-10e) : 6 / 13 (+2 –3 =8) (victoire de Larsen : 11 / 13) |
| 1980  | Las Palmas (1er-3e) : 8,5 / 11 (+6 =5) (ex æquo avec Geller et Miles)Bar : 10 / 13 (+7 =6)                                           | (Velden) Quart de finale des candidats contre Kortchnoï : 3,5–5,5 (+0 -2 =7)Vrbas (2e ex æquo) : 6,5 / 11 (+2 =9) |
| 1981  | | Tournoi par équipes de Moscou : 3 / 6 (+1 –1 =4)Moscou (9e-10e) : 6 / 13 (+1 –2 =10) (tournoi remporté par Karpov)Championnat d'URSS par équipes (Kislovosk) : 5 / 9 (+ 2 –1 =6)Open d'Oberwart (2e-6e) : 7,5 / 9 (+6 =3) (tournoi remporté par Nemet)Vrsac (3e) : 10 / 15 (+6 –1 =8, tournoi remporté par Sax devant Smejkal)Tilbourg (2e derrière Beliavski) : 7 / 11 (+3 =8) |
| 1982  | | Bugojno (6e-8e) : 7 / 13 (+2 –1 =10) (tournoi remporté par Kasparov)Championnat d'URSS par équipes (Kislovosk) : 3,5 / 7 (+ 2 –2 =3)Las Palmas (interzonal) (4e-5e) : 7,5 / 13 (+3 –1 =9) (victoire de Ribli)Tilbourg (5e-6e) : 6 / 11 (+3 –2 =6) (victoire de Karpov devant Timman)                                                                                            |
| 1983  | | Tallinn (mémorial Keres, 3e-5e) : 9 / 15 (+3 =12) (victoire de Vaganian et Tal devant Suba et Ehlvest)(Plovdiv) Championnat d'Europe par équipes (2e au 3e éch.) : 3,5 / 5 (+2 =3)Championnat d'URSS (Moscou) (6e-9e) : 7,5 / 15 (+2 -2 =11) (victoire de Karpov devant Toukmakov)Spartakiade d'URSS (Moscou) : 5,5 / 9 (+2 =7)                                                 |

Lors de son dernier tournoi à Nikšić en août 1983, Petrossian finit onzième sur quinze participants, ex æquo avec Gligoric, avec 6 points sur 14 (+1 —3 = 10). Le tournoi fut remporté par Kasparov devant Larsen, Spassky et Portisch.

### Compétitions internationales par équipes

#### Olympiades

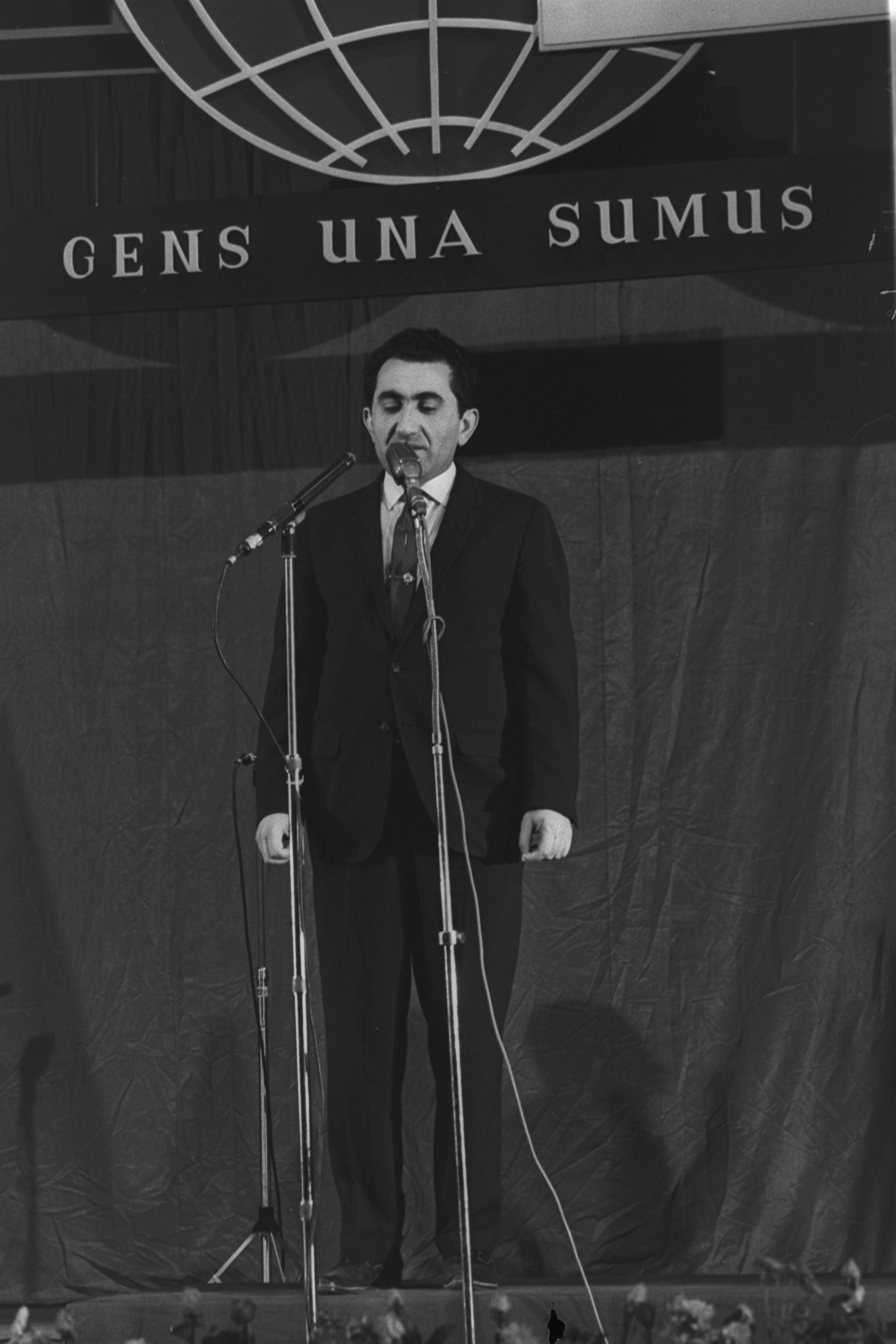
Tigran Petossian à l'olympiade d'échecs de 1964.

Malgré ses bons résultats au plus haut niveau dès 1952, Petrossian ne fut sélectionné en équipe d'URSS, pour laquelle il joua à dix reprises, qu'à partir de 1958. Avec elle, il remporta neuf fois la médaille d'or par équipes et une fois la médaille d'argent par équipes, en 1978. Sur les 129 parties qu'il joua dans cette compétition, il n'en perdit qu'une seule et en annula 50.
- 1958 - Munich : 2e remplaçant (+8 =5) - Médaille d'or
- 1960 - Leipzig : 2e remplaçant (+11 =2) - Médaille d'or
- 1962 - Varna : 2e échiquier (+8 =4) - Médaille d'or
- 1964 - Tel Aviv : 1er échiquier (+6 =7)
- 1966 - La Havane : 1er échiquier (+10 =3) - Médaille d'or
- 1968 - Lugano : 1er échiquier (+9 =3) - Médaille d'or
- 1970 - Siegen : 2e échiquier (+6 =8)
- 1972 - Skopje : 1er échiquier (+6 -1 =9)
- 1974 - Nice : 4e échiquier (+11 =3) - Médaille d'or

En 1976, l'URSS boycotta l'olympiade d'échecs de 1976 à Haïfa.
- 1978 - Buenos Aires : 2e échiquier (+3 =6)

#### Championnats d'Europe par équipes
Petrossian représenta l'URSS à huit éditions de cette compétition depuis son origine en 1957 à l'édition de 1983, un an avant son décès. Il n'y perdit jamais une partie (+15 =37). À chaque fois, l'URSS remporta la médaille d'or.
- 1957 - Vienne : 6e échiquier (+3 =2) - Médaille d'or
- 1961 - Oberhausen : 4e échiquier (+4 =4) - Médaille d'or
- 1965 - Hambourg : 1er échiquier (+2 =8) - Médaille d'or
- 1970 - Kapfenberg : 1er échiquier (+1 =5)
- 1973 - Bath : 2e échiquier (+2 =5) - Médaille d'or
- 1977 - Moscou : 2e échiquier (+1 =5)
- 1980 - Skara : 3e échiquier (=5)
- 1983 - Plovdiv : 3e échiquier (+2 =3)

#### Match URSS contre le Reste du monde (1970)
En 1970 à Belgrade, lors du match URSS - Reste du monde, Petrossian joua au deuxième échiquier de l'URSS et fut opposé à Bobby Fischer. Il perdit leur match individuel 1 à 3 (+0 -2 =2).
En juillet 1984, lors du match revanche à Londres, Petrossian, qui était malade, fut remplacé par Iouri Razouvaïev. Petrossian mourut un mois après.

## Activités de rédacteur dans des revues
Petrossian fut rédacteur de la revue mensuelle Chakhmatnaïa Moskva de 1963 à 1966.
De 1968 à 1977, il occupa le poste de rédacteur en chef de l'hebdomadaire 64. Il en fut démis après sa défaite contre le dissident Viktor Kortchnoï au cours des matchs des candidats.

## Style de jeu

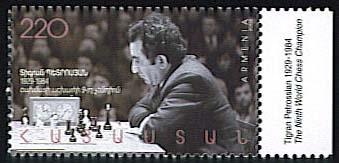
Timbre poste arménien de 2005 figurant Petrossian.

### Un redoutable défenseur
Petrossian était un joueur réputé pour son talent défensif et son jeu positionnel. Dans une interview donnée au journal Sovietski Sport, il répondait au journaliste qui lui demandait quel était son credo aux échecs : 

« Je suis profondément convaincu que les échecs, bien qu’ils restent un jeu, n’ont rien à voir avec le hasard. C’est mon credo. J’apprécie uniquement les parties dans lesquelles j’ai joué conformément aux exigences de la position. Je ne crois qu’à la logique et à la correction du jeu. »

— Tigran Petrossian
À propos de son jeu très défensif et sans risques, le grand maître Lev Polougaïevski disait : « Dans les meilleures années de Petrossian, il était plus facile de remporter le championnat d'URSS [qui est d'un niveau très relevé] que de gagner une partie contre lui. »
Petrossian était connu pour son art de la prophylaxie, envisageant des possibilités d'attaque pour son adversaire avant même qu'il n'ait l'idée d'attaquer lui-même, si bien qu'il semblait à certains commentateurs que Petrossian était doté d'antennes radio, captant les intentions agressives de ses adversaires bien à l'avance, et donc pouvant les « annuler dans l’œuf ».
Toutefois, il convient d'émettre un jugement nuancé, car il était aussi capable de se « réveiller » et d’attaquer furieusement, de temps en temps. Il pouvait aussi adopter des ouvertures plus tranchantes. Par exemple, contre 1. e4, dans les années 1950-1960, « si Petrossian adoptait des défenses Caro-Kann ou des parties espagnoles lorsqu'une partie nulle suffisait, il recourait à la sicilienne Najdorf ou à la Winawer lorsqu'il devait gagner impérativement ».

### Exemples de parties

#### Kasparov - Petrossian, 1981
Voici un bel exemple de l'opiniâtreté dans la défense de la part de Tigran Petrossian, lors de sa partie contre Garry Kasparov au tournoi de Tilbourg 1981 où, avec les Noirs, il subit une très forte attaque, résiste, retourne la situation en sa faveur et gagne :
Garry Kasparov - Tigran Petrosian,
Interpolis 5th (1981), Tilbourg, ronde 7, 10 octobre 1981
Gambit de la dame accepté, variation Janowski-Larsen (Code ECO : D25) :

1.d4 d5 2.c4 dxc4 3.Cf3 Cf6 4.e3 Fg4 5.Fxc4 e6 6.h3 Fh5 7.Cc3 a6 8.g4 Fg6 9.Ce5 Cbd7 10.Cxg6 hxg6 11.Ff1 c6 12.Fg2 Dc7 13.0-0 Fe7 14.f4 Cb6 15.g5 Cfd7 16.Dg4 0-0-0 17.Tb1 Rb8 18.b4 Cd5 19.Ca4 f5 20.Dg3 Cxb4 21.Fd2 Cd5 22.Tfc1 Ra7 23.De1 Fa3 24.Tc2 Dd6 25.Tb3 De7 26.De2 Tb8 27.Dd3 Fd6 28.Cb2 Thc8 29.Cc4 Fc7 30.a4 b5 31.axb5 cxb5 32.Ta2 Rb7 33.Fb4 De8 34.Fd6 Ta8 35.Db1 Rc6 36.Tba3 bxc4 37.Txa6+ Txa6 38.Txa6+ Fb6 39.Fc5 Dd8 40.Da1 Cxc5 41.dxc5 Rxc5 42.Ta4 0-1

#### Spassky - Petrossian, 1966
|   | a | b | c | d | e | f | g | h |   |
| 8 | Roi noir sur case blanche c8 · Tour noire sur case blanche g8 · Fou noir sur case blanche b7 · Cavalier noir sur case blanche d7 · Pion noir sur case blanche f7 · Pion noir sur case blanche a6 · Dame noire sur case noire d6 · Pion noir sur case blanche e6 · Pion blanc sur case noire a5 · Pion noir sur case blanche b5 · Pion noir sur case blanche d5 · Pion blanc sur case noire b4 · Pion noir sur case blanche c4 · Tour blanche sur case noire d4 · Pion blanc sur case blanche e4 · Pion noir sur case blanche g4 · Pion noir sur case noire h4 · Pion blanc sur case noire c3 · Dame blanche sur case noire e3 · Fou blanc sur case blanche e2 · Pion blanc sur case noire f2 · Pion blanc sur case blanche g2 · Tour blanche sur case noire g1 · Roi blanc sur case blanche h1 | Roi noir sur case blanche c8 · Tour noire sur case blanche g8 · Fou noir sur case blanche b7 · Cavalier noir sur case blanche d7 · Pion noir sur case blanche f7 · Pion noir sur case blanche a6 · Dame noire sur case noire d6 · Pion noir sur case blanche e6 · Pion blanc sur case noire a5 · Pion noir sur case blanche b5 · Pion noir sur case blanche d5 · Pion blanc sur case noire b4 · Pion noir sur case blanche c4 · Tour blanche sur case noire d4 · Pion blanc sur case blanche e4 · Pion noir sur case blanche g4 · Pion noir sur case noire h4 · Pion blanc sur case noire c3 · Dame blanche sur case noire e3 · Fou blanc sur case blanche e2 · Pion blanc sur case noire f2 · Pion blanc sur case blanche g2 · Tour blanche sur case noire g1 · Roi blanc sur case blanche h1 | Roi noir sur case blanche c8 · Tour noire sur case blanche g8 · Fou noir sur case blanche b7 · Cavalier noir sur case blanche d7 · Pion noir sur case blanche f7 · Pion noir sur case blanche a6 · Dame noire sur case noire d6 · Pion noir sur case blanche e6 · Pion blanc sur case noire a5 · Pion noir sur case blanche b5 · Pion noir sur case blanche d5 · Pion blanc sur case noire b4 · Pion noir sur case blanche c4 · Tour blanche sur case noire d4 · Pion blanc sur case blanche e4 · Pion noir sur case blanche g4 · Pion noir sur case noire h4 · Pion blanc sur case noire c3 · Dame blanche sur case noire e3 · Fou blanc sur case blanche e2 · Pion blanc sur case noire f2 · Pion blanc sur case blanche g2 · Tour blanche sur case noire g1 · Roi blanc sur case blanche h1 | Roi noir sur case blanche c8 · Tour noire sur case blanche g8 · Fou noir sur case blanche b7 · Cavalier noir sur case blanche d7 · Pion noir sur case blanche f7 · Pion noir sur case blanche a6 · Dame noire sur case noire d6 · Pion noir sur case blanche e6 · Pion blanc sur case noire a5 · Pion noir sur case blanche b5 · Pion noir sur case blanche d5 · Pion blanc sur case noire b4 · Pion noir sur case blanche c4 · Tour blanche sur case noire d4 · Pion blanc sur case blanche e4 · Pion noir sur case blanche g4 · Pion noir sur case noire h4 · Pion blanc sur case noire c3 · Dame blanche sur case noire e3 · Fou blanc sur case blanche e2 · Pion blanc sur case noire f2 · Pion blanc sur case blanche g2 · Tour blanche sur case noire g1 · Roi blanc sur case blanche h1 | Roi noir sur case blanche c8 · Tour noire sur case blanche g8 · Fou noir sur case blanche b7 · Cavalier noir sur case blanche d7 · Pion noir sur case blanche f7 · Pion noir sur case blanche a6 · Dame noire sur case noire d6 · Pion noir sur case blanche e6 · Pion blanc sur case noire a5 · Pion noir sur case blanche b5 · Pion noir sur case blanche d5 · Pion blanc sur case noire b4 · Pion noir sur case blanche c4 · Tour blanche sur case noire d4 · Pion blanc sur case blanche e4 · Pion noir sur case blanche g4 · Pion noir sur case noire h4 · Pion blanc sur case noire c3 · Dame blanche sur case noire e3 · Fou blanc sur case blanche e2 · Pion blanc sur case noire f2 · Pion blanc sur case blanche g2 · Tour blanche sur case noire g1 · Roi blanc sur case blanche h1 | Roi noir sur case blanche c8 · Tour noire sur case blanche g8 · Fou noir sur case blanche b7 · Cavalier noir sur case blanche d7 · Pion noir sur case blanche f7 · Pion noir sur case blanche a6 · Dame noire sur case noire d6 · Pion noir sur case blanche e6 · Pion blanc sur case noire a5 · Pion noir sur case blanche b5 · Pion noir sur case blanche d5 · Pion blanc sur case noire b4 · Pion noir sur case blanche c4 · Tour blanche sur case noire d4 · Pion blanc sur case blanche e4 · Pion noir sur case blanche g4 · Pion noir sur case noire h4 · Pion blanc sur case noire c3 · Dame blanche sur case noire e3 · Fou blanc sur case blanche e2 · Pion blanc sur case noire f2 · Pion blanc sur case blanche g2 · Tour blanche sur case noire g1 · Roi blanc sur case blanche h1 | Roi noir sur case blanche c8 · Tour noire sur case blanche g8 · Fou noir sur case blanche b7 · Cavalier noir sur case blanche d7 · Pion noir sur case blanche f7 · Pion noir sur case blanche a6 · Dame noire sur case noire d6 · Pion noir sur case blanche e6 · Pion blanc sur case noire a5 · Pion noir sur case blanche b5 · Pion noir sur case blanche d5 · Pion blanc sur case noire b4 · Pion noir sur case blanche c4 · Tour blanche sur case noire d4 · Pion blanc sur case blanche e4 · Pion noir sur case blanche g4 · Pion noir sur case noire h4 · Pion blanc sur case noire c3 · Dame blanche sur case noire e3 · Fou blanc sur case blanche e2 · Pion blanc sur case noire f2 · Pion blanc sur case blanche g2 · Tour blanche sur case noire g1 · Roi blanc sur case blanche h1 | Roi noir sur case blanche c8 · Tour noire sur case blanche g8 · Fou noir sur case blanche b7 · Cavalier noir sur case blanche d7 · Pion noir sur case blanche f7 · Pion noir sur case blanche a6 · Dame noire sur case noire d6 · Pion noir sur case blanche e6 · Pion blanc sur case noire a5 · Pion noir sur case blanche b5 · Pion noir sur case blanche d5 · Pion blanc sur case noire b4 · Pion noir sur case blanche c4 · Tour blanche sur case noire d4 · Pion blanc sur case blanche e4 · Pion noir sur case blanche g4 · Pion noir sur case noire h4 · Pion blanc sur case noire c3 · Dame blanche sur case noire e3 · Fou blanc sur case blanche e2 · Pion blanc sur case noire f2 · Pion blanc sur case blanche g2 · Tour blanche sur case noire g1 · Roi blanc sur case blanche h1 | 8 |
| 7 | Roi noir sur case blanche c8 · Tour noire sur case blanche g8 · Fou noir sur case blanche b7 · Cavalier noir sur case blanche d7 · Pion noir sur case blanche f7 · Pion noir sur case blanche a6 · Dame noire sur case noire d6 · Pion noir sur case blanche e6 · Pion blanc sur case noire a5 · Pion noir sur case blanche b5 · Pion noir sur case blanche d5 · Pion blanc sur case noire b4 · Pion noir sur case blanche c4 · Tour blanche sur case noire d4 · Pion blanc sur case blanche e4 · Pion noir sur case blanche g4 · Pion noir sur case noire h4 · Pion blanc sur case noire c3 · Dame blanche sur case noire e3 · Fou blanc sur case blanche e2 · Pion blanc sur case noire f2 · Pion blanc sur case blanche g2 · Tour blanche sur case noire g1 · Roi blanc sur case blanche h1 | Roi noir sur case blanche c8 · Tour noire sur case blanche g8 · Fou noir sur case blanche b7 · Cavalier noir sur case blanche d7 · Pion noir sur case blanche f7 · Pion noir sur case blanche a6 · Dame noire sur case noire d6 · Pion noir sur case blanche e6 · Pion blanc sur case noire a5 · Pion noir sur case blanche b5 · Pion noir sur case blanche d5 · Pion blanc sur case noire b4 · Pion noir sur case blanche c4 · Tour blanche sur case noire d4 · Pion blanc sur case blanche e4 · Pion noir sur case blanche g4 · Pion noir sur case noire h4 · Pion blanc sur case noire c3 · Dame blanche sur case noire e3 · Fou blanc sur case blanche e2 · Pion blanc sur case noire f2 · Pion blanc sur case blanche g2 · Tour blanche sur case noire g1 · Roi blanc sur case blanche h1 | Roi noir sur case blanche c8 · Tour noire sur case blanche g8 · Fou noir sur case blanche b7 · Cavalier noir sur case blanche d7 · Pion noir sur case blanche f7 · Pion noir sur case blanche a6 · Dame noire sur case noire d6 · Pion noir sur case blanche e6 · Pion blanc sur case noire a5 · Pion noir sur case blanche b5 · Pion noir sur case blanche d5 · Pion blanc sur case noire b4 · Pion noir sur case blanche c4 · Tour blanche sur case noire d4 · Pion blanc sur case blanche e4 · Pion noir sur case blanche g4 · Pion noir sur case noire h4 · Pion blanc sur case noire c3 · Dame blanche sur case noire e3 · Fou blanc sur case blanche e2 · Pion blanc sur case noire f2 · Pion blanc sur case blanche g2 · Tour blanche sur case noire g1 · Roi blanc sur case blanche h1 | Roi noir sur case blanche c8 · Tour noire sur case blanche g8 · Fou noir sur case blanche b7 · Cavalier noir sur case blanche d7 · Pion noir sur case blanche f7 · Pion noir sur case blanche a6 · Dame noire sur case noire d6 · Pion noir sur case blanche e6 · Pion blanc sur case noire a5 · Pion noir sur case blanche b5 · Pion noir sur case blanche d5 · Pion blanc sur case noire b4 · Pion noir sur case blanche c4 · Tour blanche sur case noire d4 · Pion blanc sur case blanche e4 · Pion noir sur case blanche g4 · Pion noir sur case noire h4 · Pion blanc sur case noire c3 · Dame blanche sur case noire e3 · Fou blanc sur case blanche e2 · Pion blanc sur case noire f2 · Pion blanc sur case blanche g2 · Tour blanche sur case noire g1 · Roi blanc sur case blanche h1 | Roi noir sur case blanche c8 · Tour noire sur case blanche g8 · Fou noir sur case blanche b7 · Cavalier noir sur case blanche d7 · Pion noir sur case blanche f7 · Pion noir sur case blanche a6 · Dame noire sur case noire d6 · Pion noir sur case blanche e6 · Pion blanc sur case noire a5 · Pion noir sur case blanche b5 · Pion noir sur case blanche d5 · Pion blanc sur case noire b4 · Pion noir sur case blanche c4 · Tour blanche sur case noire d4 · Pion blanc sur case blanche e4 · Pion noir sur case blanche g4 · Pion noir sur case noire h4 · Pion blanc sur case noire c3 · Dame blanche sur case noire e3 · Fou blanc sur case blanche e2 · Pion blanc sur case noire f2 · Pion blanc sur case blanche g2 · Tour blanche sur case noire g1 · Roi blanc sur case blanche h1 | Roi noir sur case blanche c8 · Tour noire sur case blanche g8 · Fou noir sur case blanche b7 · Cavalier noir sur case blanche d7 · Pion noir sur case blanche f7 · Pion noir sur case blanche a6 · Dame noire sur case noire d6 · Pion noir sur case blanche e6 · Pion blanc sur case noire a5 · Pion noir sur case blanche b5 · Pion noir sur case blanche d5 · Pion blanc sur case noire b4 · Pion noir sur case blanche c4 · Tour blanche sur case noire d4 · Pion blanc sur case blanche e4 · Pion noir sur case blanche g4 · Pion noir sur case noire h4 · Pion blanc sur case noire c3 · Dame blanche sur case noire e3 · Fou blanc sur case blanche e2 · Pion blanc sur case noire f2 · Pion blanc sur case blanche g2 · Tour blanche sur case noire g1 · Roi blanc sur case blanche h1 | Roi noir sur case blanche c8 · Tour noire sur case blanche g8 · Fou noir sur case blanche b7 · Cavalier noir sur case blanche d7 · Pion noir sur case blanche f7 · Pion noir sur case blanche a6 · Dame noire sur case noire d6 · Pion noir sur case blanche e6 · Pion blanc sur case noire a5 · Pion noir sur case blanche b5 · Pion noir sur case blanche d5 · Pion blanc sur case noire b4 · Pion noir sur case blanche c4 · Tour blanche sur case noire d4 · Pion blanc sur case blanche e4 · Pion noir sur case blanche g4 · Pion noir sur case noire h4 · Pion blanc sur case noire c3 · Dame blanche sur case noire e3 · Fou blanc sur case blanche e2 · Pion blanc sur case noire f2 · Pion blanc sur case blanche g2 · Tour blanche sur case noire g1 · Roi blanc sur case blanche h1 | Roi noir sur case blanche c8 · Tour noire sur case blanche g8 · Fou noir sur case blanche b7 · Cavalier noir sur case blanche d7 · Pion noir sur case blanche f7 · Pion noir sur case blanche a6 · Dame noire sur case noire d6 · Pion noir sur case blanche e6 · Pion blanc sur case noire a5 · Pion noir sur case blanche b5 · Pion noir sur case blanche d5 · Pion blanc sur case noire b4 · Pion noir sur case blanche c4 · Tour blanche sur case noire d4 · Pion blanc sur case blanche e4 · Pion noir sur case blanche g4 · Pion noir sur case noire h4 · Pion blanc sur case noire c3 · Dame blanche sur case noire e3 · Fou blanc sur case blanche e2 · Pion blanc sur case noire f2 · Pion blanc sur case blanche g2 · Tour blanche sur case noire g1 · Roi blanc sur case blanche h1 | 7 |
| 6 | Roi noir sur case blanche c8 · Tour noire sur case blanche g8 · Fou noir sur case blanche b7 · Cavalier noir sur case blanche d7 · Pion noir sur case blanche f7 · Pion noir sur case blanche a6 · Dame noire sur case noire d6 · Pion noir sur case blanche e6 · Pion blanc sur case noire a5 · Pion noir sur case blanche b5 · Pion noir sur case blanche d5 · Pion blanc sur case noire b4 · Pion noir sur case blanche c4 · Tour blanche sur case noire d4 · Pion blanc sur case blanche e4 · Pion noir sur case blanche g4 · Pion noir sur case noire h4 · Pion blanc sur case noire c3 · Dame blanche sur case noire e3 · Fou blanc sur case blanche e2 · Pion blanc sur case noire f2 · Pion blanc sur case blanche g2 · Tour blanche sur case noire g1 · Roi blanc sur case blanche h1 | Roi noir sur case blanche c8 · Tour noire sur case blanche g8 · Fou noir sur case blanche b7 · Cavalier noir sur case blanche d7 · Pion noir sur case blanche f7 · Pion noir sur case blanche a6 · Dame noire sur case noire d6 · Pion noir sur case blanche e6 · Pion blanc sur case noire a5 · Pion noir sur case blanche b5 · Pion noir sur case blanche d5 · Pion blanc sur case noire b4 · Pion noir sur case blanche c4 · Tour blanche sur case noire d4 · Pion blanc sur case blanche e4 · Pion noir sur case blanche g4 · Pion noir sur case noire h4 · Pion blanc sur case noire c3 · Dame blanche sur case noire e3 · Fou blanc sur case blanche e2 · Pion blanc sur case noire f2 · Pion blanc sur case blanche g2 · Tour blanche sur case noire g1 · Roi blanc sur case blanche h1 | Roi noir sur case blanche c8 · Tour noire sur case blanche g8 · Fou noir sur case blanche b7 · Cavalier noir sur case blanche d7 · Pion noir sur case blanche f7 · Pion noir sur case blanche a6 · Dame noire sur case noire d6 · Pion noir sur case blanche e6 · Pion blanc sur case noire a5 · Pion noir sur case blanche b5 · Pion noir sur case blanche d5 · Pion blanc sur case noire b4 · Pion noir sur case blanche c4 · Tour blanche sur case noire d4 · Pion blanc sur case blanche e4 · Pion noir sur case blanche g4 · Pion noir sur case noire h4 · Pion blanc sur case noire c3 · Dame blanche sur case noire e3 · Fou blanc sur case blanche e2 · Pion blanc sur case noire f2 · Pion blanc sur case blanche g2 · Tour blanche sur case noire g1 · Roi blanc sur case blanche h1 | Roi noir sur case blanche c8 · Tour noire sur case blanche g8 · Fou noir sur case blanche b7 · Cavalier noir sur case blanche d7 · Pion noir sur case blanche f7 · Pion noir sur case blanche a6 · Dame noire sur case noire d6 · Pion noir sur case blanche e6 · Pion blanc sur case noire a5 · Pion noir sur case blanche b5 · Pion noir sur case blanche d5 · Pion blanc sur case noire b4 · Pion noir sur case blanche c4 · Tour blanche sur case noire d4 · Pion blanc sur case blanche e4 · Pion noir sur case blanche g4 · Pion noir sur case noire h4 · Pion blanc sur case noire c3 · Dame blanche sur case noire e3 · Fou blanc sur case blanche e2 · Pion blanc sur case noire f2 · Pion blanc sur case blanche g2 · Tour blanche sur case noire g1 · Roi blanc sur case blanche h1 | Roi noir sur case blanche c8 · Tour noire sur case blanche g8 · Fou noir sur case blanche b7 · Cavalier noir sur case blanche d7 · Pion noir sur case blanche f7 · Pion noir sur case blanche a6 · Dame noire sur case noire d6 · Pion noir sur case blanche e6 · Pion blanc sur case noire a5 · Pion noir sur case blanche b5 · Pion noir sur case blanche d5 · Pion blanc sur case noire b4 · Pion noir sur case blanche c4 · Tour blanche sur case noire d4 · Pion blanc sur case blanche e4 · Pion noir sur case blanche g4 · Pion noir sur case noire h4 · Pion blanc sur case noire c3 · Dame blanche sur case noire e3 · Fou blanc sur case blanche e2 · Pion blanc sur case noire f2 · Pion blanc sur case blanche g2 · Tour blanche sur case noire g1 · Roi blanc sur case blanche h1 | Roi noir sur case blanche c8 · Tour noire sur case blanche g8 · Fou noir sur case blanche b7 · Cavalier noir sur case blanche d7 · Pion noir sur case blanche f7 · Pion noir sur case blanche a6 · Dame noire sur case noire d6 · Pion noir sur case blanche e6 · Pion blanc sur case noire a5 · Pion noir sur case blanche b5 · Pion noir sur case blanche d5 · Pion blanc sur case noire b4 · Pion noir sur case blanche c4 · Tour blanche sur case noire d4 · Pion blanc sur case blanche e4 · Pion noir sur case blanche g4 · Pion noir sur case noire h4 · Pion blanc sur case noire c3 · Dame blanche sur case noire e3 · Fou blanc sur case blanche e2 · Pion blanc sur case noire f2 · Pion blanc sur case blanche g2 · Tour blanche sur case noire g1 · Roi blanc sur case blanche h1 | Roi noir sur case blanche c8 · Tour noire sur case blanche g8 · Fou noir sur case blanche b7 · Cavalier noir sur case blanche d7 · Pion noir sur case blanche f7 · Pion noir sur case blanche a6 · Dame noire sur case noire d6 · Pion noir sur case blanche e6 · Pion blanc sur case noire a5 · Pion noir sur case blanche b5 · Pion noir sur case blanche d5 · Pion blanc sur case noire b4 · Pion noir sur case blanche c4 · Tour blanche sur case noire d4 · Pion blanc sur case blanche e4 · Pion noir sur case blanche g4 · Pion noir sur case noire h4 · Pion blanc sur case noire c3 · Dame blanche sur case noire e3 · Fou blanc sur case blanche e2 · Pion blanc sur case noire f2 · Pion blanc sur case blanche g2 · Tour blanche sur case noire g1 · Roi blanc sur case blanche h1 | Roi noir sur case blanche c8 · Tour noire sur case blanche g8 · Fou noir sur case blanche b7 · Cavalier noir sur case blanche d7 · Pion noir sur case blanche f7 · Pion noir sur case blanche a6 · Dame noire sur case noire d6 · Pion noir sur case blanche e6 · Pion blanc sur case noire a5 · Pion noir sur case blanche b5 · Pion noir sur case blanche d5 · Pion blanc sur case noire b4 · Pion noir sur case blanche c4 · Tour blanche sur case noire d4 · Pion blanc sur case blanche e4 · Pion noir sur case blanche g4 · Pion noir sur case noire h4 · Pion blanc sur case noire c3 · Dame blanche sur case noire e3 · Fou blanc sur case blanche e2 · Pion blanc sur case noire f2 · Pion blanc sur case blanche g2 · Tour blanche sur case noire g1 · Roi blanc sur case blanche h1 | 6 |
| 5 | Roi noir sur case blanche c8 · Tour noire sur case blanche g8 · Fou noir sur case blanche b7 · Cavalier noir sur case blanche d7 · Pion noir sur case blanche f7 · Pion noir sur case blanche a6 · Dame noire sur case noire d6 · Pion noir sur case blanche e6 · Pion blanc sur case noire a5 · Pion noir sur case blanche b5 · Pion noir sur case blanche d5 · Pion blanc sur case noire b4 · Pion noir sur case blanche c4 · Tour blanche sur case noire d4 · Pion blanc sur case blanche e4 · Pion noir sur case blanche g4 · Pion noir sur case noire h4 · Pion blanc sur case noire c3 · Dame blanche sur case noire e3 · Fou blanc sur case blanche e2 · Pion blanc sur case noire f2 · Pion blanc sur case blanche g2 · Tour blanche sur case noire g1 · Roi blanc sur case blanche h1 | Roi noir sur case blanche c8 · Tour noire sur case blanche g8 · Fou noir sur case blanche b7 · Cavalier noir sur case blanche d7 · Pion noir sur case blanche f7 · Pion noir sur case blanche a6 · Dame noire sur case noire d6 · Pion noir sur case blanche e6 · Pion blanc sur case noire a5 · Pion noir sur case blanche b5 · Pion noir sur case blanche d5 · Pion blanc sur case noire b4 · Pion noir sur case blanche c4 · Tour blanche sur case noire d4 · Pion blanc sur case blanche e4 · Pion noir sur case blanche g4 · Pion noir sur case noire h4 · Pion blanc sur case noire c3 · Dame blanche sur case noire e3 · Fou blanc sur case blanche e2 · Pion blanc sur case noire f2 · Pion blanc sur case blanche g2 · Tour blanche sur case noire g1 · Roi blanc sur case blanche h1 | Roi noir sur case blanche c8 · Tour noire sur case blanche g8 · Fou noir sur case blanche b7 · Cavalier noir sur case blanche d7 · Pion noir sur case blanche f7 · Pion noir sur case blanche a6 · Dame noire sur case noire d6 · Pion noir sur case blanche e6 · Pion blanc sur case noire a5 · Pion noir sur case blanche b5 · Pion noir sur case blanche d5 · Pion blanc sur case noire b4 · Pion noir sur case blanche c4 · Tour blanche sur case noire d4 · Pion blanc sur case blanche e4 · Pion noir sur case blanche g4 · Pion noir sur case noire h4 · Pion blanc sur case noire c3 · Dame blanche sur case noire e3 · Fou blanc sur case blanche e2 · Pion blanc sur case noire f2 · Pion blanc sur case blanche g2 · Tour blanche sur case noire g1 · Roi blanc sur case blanche h1 | Roi noir sur case blanche c8 · Tour noire sur case blanche g8 · Fou noir sur case blanche b7 · Cavalier noir sur case blanche d7 · Pion noir sur case blanche f7 · Pion noir sur case blanche a6 · Dame noire sur case noire d6 · Pion noir sur case blanche e6 · Pion blanc sur case noire a5 · Pion noir sur case blanche b5 · Pion noir sur case blanche d5 · Pion blanc sur case noire b4 · Pion noir sur case blanche c4 · Tour blanche sur case noire d4 · Pion blanc sur case blanche e4 · Pion noir sur case blanche g4 · Pion noir sur case noire h4 · Pion blanc sur case noire c3 · Dame blanche sur case noire e3 · Fou blanc sur case blanche e2 · Pion blanc sur case noire f2 · Pion blanc sur case blanche g2 · Tour blanche sur case noire g1 · Roi blanc sur case blanche h1 | Roi noir sur case blanche c8 · Tour noire sur case blanche g8 · Fou noir sur case blanche b7 · Cavalier noir sur case blanche d7 · Pion noir sur case blanche f7 · Pion noir sur case blanche a6 · Dame noire sur case noire d6 · Pion noir sur case blanche e6 · Pion blanc sur case noire a5 · Pion noir sur case blanche b5 · Pion noir sur case blanche d5 · Pion blanc sur case noire b4 · Pion noir sur case blanche c4 · Tour blanche sur case noire d4 · Pion blanc sur case blanche e4 · Pion noir sur case blanche g4 · Pion noir sur case noire h4 · Pion blanc sur case noire c3 · Dame blanche sur case noire e3 · Fou blanc sur case blanche e2 · Pion blanc sur case noire f2 · Pion blanc sur case blanche g2 · Tour blanche sur case noire g1 · Roi blanc sur case blanche h1 | Roi noir sur case blanche c8 · Tour noire sur case blanche g8 · Fou noir sur case blanche b7 · Cavalier noir sur case blanche d7 · Pion noir sur case blanche f7 · Pion noir sur case blanche a6 · Dame noire sur case noire d6 · Pion noir sur case blanche e6 · Pion blanc sur case noire a5 · Pion noir sur case blanche b5 · Pion noir sur case blanche d5 · Pion blanc sur case noire b4 · Pion noir sur case blanche c4 · Tour blanche sur case noire d4 · Pion blanc sur case blanche e4 · Pion noir sur case blanche g4 · Pion noir sur case noire h4 · Pion blanc sur case noire c3 · Dame blanche sur case noire e3 · Fou blanc sur case blanche e2 · Pion blanc sur case noire f2 · Pion blanc sur case blanche g2 · Tour blanche sur case noire g1 · Roi blanc sur case blanche h1 | Roi noir sur case blanche c8 · Tour noire sur case blanche g8 · Fou noir sur case blanche b7 · Cavalier noir sur case blanche d7 · Pion noir sur case blanche f7 · Pion noir sur case blanche a6 · Dame noire sur case noire d6 · Pion noir sur case blanche e6 · Pion blanc sur case noire a5 · Pion noir sur case blanche b5 · Pion noir sur case blanche d5 · Pion blanc sur case noire b4 · Pion noir sur case blanche c4 · Tour blanche sur case noire d4 · Pion blanc sur case blanche e4 · Pion noir sur case blanche g4 · Pion noir sur case noire h4 · Pion blanc sur case noire c3 · Dame blanche sur case noire e3 · Fou blanc sur case blanche e2 · Pion blanc sur case noire f2 · Pion blanc sur case blanche g2 · Tour blanche sur case noire g1 · Roi blanc sur case blanche h1 | Roi noir sur case blanche c8 · Tour noire sur case blanche g8 · Fou noir sur case blanche b7 · Cavalier noir sur case blanche d7 · Pion noir sur case blanche f7 · Pion noir sur case blanche a6 · Dame noire sur case noire d6 · Pion noir sur case blanche e6 · Pion blanc sur case noire a5 · Pion noir sur case blanche b5 · Pion noir sur case blanche d5 · Pion blanc sur case noire b4 · Pion noir sur case blanche c4 · Tour blanche sur case noire d4 · Pion blanc sur case blanche e4 · Pion noir sur case blanche g4 · Pion noir sur case noire h4 · Pion blanc sur case noire c3 · Dame blanche sur case noire e3 · Fou blanc sur case blanche e2 · Pion blanc sur case noire f2 · Pion blanc sur case blanche g2 · Tour blanche sur case noire g1 · Roi blanc sur case blanche h1 | 5 |
| 4 | Roi noir sur case blanche c8 · Tour noire sur case blanche g8 · Fou noir sur case blanche b7 · Cavalier noir sur case blanche d7 · Pion noir sur case blanche f7 · Pion noir sur case blanche a6 · Dame noire sur case noire d6 · Pion noir sur case blanche e6 · Pion blanc sur case noire a5 · Pion noir sur case blanche b5 · Pion noir sur case blanche d5 · Pion blanc sur case noire b4 · Pion noir sur case blanche c4 · Tour blanche sur case noire d4 · Pion blanc sur case blanche e4 · Pion noir sur case blanche g4 · Pion noir sur case noire h4 · Pion blanc sur case noire c3 · Dame blanche sur case noire e3 · Fou blanc sur case blanche e2 · Pion blanc sur case noire f2 · Pion blanc sur case blanche g2 · Tour blanche sur case noire g1 · Roi blanc sur case blanche h1 | Roi noir sur case blanche c8 · Tour noire sur case blanche g8 · Fou noir sur case blanche b7 · Cavalier noir sur case blanche d7 · Pion noir sur case blanche f7 · Pion noir sur case blanche a6 · Dame noire sur case noire d6 · Pion noir sur case blanche e6 · Pion blanc sur case noire a5 · Pion noir sur case blanche b5 · Pion noir sur case blanche d5 · Pion blanc sur case noire b4 · Pion noir sur case blanche c4 · Tour blanche sur case noire d4 · Pion blanc sur case blanche e4 · Pion noir sur case blanche g4 · Pion noir sur case noire h4 · Pion blanc sur case noire c3 · Dame blanche sur case noire e3 · Fou blanc sur case blanche e2 · Pion blanc sur case noire f2 · Pion blanc sur case blanche g2 · Tour blanche sur case noire g1 · Roi blanc sur case blanche h1 | Roi noir sur case blanche c8 · Tour noire sur case blanche g8 · Fou noir sur case blanche b7 · Cavalier noir sur case blanche d7 · Pion noir sur case blanche f7 · Pion noir sur case blanche a6 · Dame noire sur case noire d6 · Pion noir sur case blanche e6 · Pion blanc sur case noire a5 · Pion noir sur case blanche b5 · Pion noir sur case blanche d5 · Pion blanc sur case noire b4 · Pion noir sur case blanche c4 · Tour blanche sur case noire d4 · Pion blanc sur case blanche e4 · Pion noir sur case blanche g4 · Pion noir sur case noire h4 · Pion blanc sur case noire c3 · Dame blanche sur case noire e3 · Fou blanc sur case blanche e2 · Pion blanc sur case noire f2 · Pion blanc sur case blanche g2 · Tour blanche sur case noire g1 · Roi blanc sur case blanche h1 | Roi noir sur case blanche c8 · Tour noire sur case blanche g8 · Fou noir sur case blanche b7 · Cavalier noir sur case blanche d7 · Pion noir sur case blanche f7 · Pion noir sur case blanche a6 · Dame noire sur case noire d6 · Pion noir sur case blanche e6 · Pion blanc sur case noire a5 · Pion noir sur case blanche b5 · Pion noir sur case blanche d5 · Pion blanc sur case noire b4 · Pion noir sur case blanche c4 · Tour blanche sur case noire d4 · Pion blanc sur case blanche e4 · Pion noir sur case blanche g4 · Pion noir sur case noire h4 · Pion blanc sur case noire c3 · Dame blanche sur case noire e3 · Fou blanc sur case blanche e2 · Pion blanc sur case noire f2 · Pion blanc sur case blanche g2 · Tour blanche sur case noire g1 · Roi blanc sur case blanche h1 | Roi noir sur case blanche c8 · Tour noire sur case blanche g8 · Fou noir sur case blanche b7 · Cavalier noir sur case blanche d7 · Pion noir sur case blanche f7 · Pion noir sur case blanche a6 · Dame noire sur case noire d6 · Pion noir sur case blanche e6 · Pion blanc sur case noire a5 · Pion noir sur case blanche b5 · Pion noir sur case blanche d5 · Pion blanc sur case noire b4 · Pion noir sur case blanche c4 · Tour blanche sur case noire d4 · Pion blanc sur case blanche e4 · Pion noir sur case blanche g4 · Pion noir sur case noire h4 · Pion blanc sur case noire c3 · Dame blanche sur case noire e3 · Fou blanc sur case blanche e2 · Pion blanc sur case noire f2 · Pion blanc sur case blanche g2 · Tour blanche sur case noire g1 · Roi blanc sur case blanche h1 | Roi noir sur case blanche c8 · Tour noire sur case blanche g8 · Fou noir sur case blanche b7 · Cavalier noir sur case blanche d7 · Pion noir sur case blanche f7 · Pion noir sur case blanche a6 · Dame noire sur case noire d6 · Pion noir sur case blanche e6 · Pion blanc sur case noire a5 · Pion noir sur case blanche b5 · Pion noir sur case blanche d5 · Pion blanc sur case noire b4 · Pion noir sur case blanche c4 · Tour blanche sur case noire d4 · Pion blanc sur case blanche e4 · Pion noir sur case blanche g4 · Pion noir sur case noire h4 · Pion blanc sur case noire c3 · Dame blanche sur case noire e3 · Fou blanc sur case blanche e2 · Pion blanc sur case noire f2 · Pion blanc sur case blanche g2 · Tour blanche sur case noire g1 · Roi blanc sur case blanche h1 | Roi noir sur case blanche c8 · Tour noire sur case blanche g8 · Fou noir sur case blanche b7 · Cavalier noir sur case blanche d7 · Pion noir sur case blanche f7 · Pion noir sur case blanche a6 · Dame noire sur case noire d6 · Pion noir sur case blanche e6 · Pion blanc sur case noire a5 · Pion noir sur case blanche b5 · Pion noir sur case blanche d5 · Pion blanc sur case noire b4 · Pion noir sur case blanche c4 · Tour blanche sur case noire d4 · Pion blanc sur case blanche e4 · Pion noir sur case blanche g4 · Pion noir sur case noire h4 · Pion blanc sur case noire c3 · Dame blanche sur case noire e3 · Fou blanc sur case blanche e2 · Pion blanc sur case noire f2 · Pion blanc sur case blanche g2 · Tour blanche sur case noire g1 · Roi blanc sur case blanche h1 | Roi noir sur case blanche c8 · Tour noire sur case blanche g8 · Fou noir sur case blanche b7 · Cavalier noir sur case blanche d7 · Pion noir sur case blanche f7 · Pion noir sur case blanche a6 · Dame noire sur case noire d6 · Pion noir sur case blanche e6 · Pion blanc sur case noire a5 · Pion noir sur case blanche b5 · Pion noir sur case blanche d5 · Pion blanc sur case noire b4 · Pion noir sur case blanche c4 · Tour blanche sur case noire d4 · Pion blanc sur case blanche e4 · Pion noir sur case blanche g4 · Pion noir sur case noire h4 · Pion blanc sur case noire c3 · Dame blanche sur case noire e3 · Fou blanc sur case blanche e2 · Pion blanc sur case noire f2 · Pion blanc sur case blanche g2 · Tour blanche sur case noire g1 · Roi blanc sur case blanche h1 | 4 |
| 3 | Roi noir sur case blanche c8 · Tour noire sur case blanche g8 · Fou noir sur case blanche b7 · Cavalier noir sur case blanche d7 · Pion noir sur case blanche f7 · Pion noir sur case blanche a6 · Dame noire sur case noire d6 · Pion noir sur case blanche e6 · Pion blanc sur case noire a5 · Pion noir sur case blanche b5 · Pion noir sur case blanche d5 · Pion blanc sur case noire b4 · Pion noir sur case blanche c4 · Tour blanche sur case noire d4 · Pion blanc sur case blanche e4 · Pion noir sur case blanche g4 · Pion noir sur case noire h4 · Pion blanc sur case noire c3 · Dame blanche sur case noire e3 · Fou blanc sur case blanche e2 · Pion blanc sur case noire f2 · Pion blanc sur case blanche g2 · Tour blanche sur case noire g1 · Roi blanc sur case blanche h1 | Roi noir sur case blanche c8 · Tour noire sur case blanche g8 · Fou noir sur case blanche b7 · Cavalier noir sur case blanche d7 · Pion noir sur case blanche f7 · Pion noir sur case blanche a6 · Dame noire sur case noire d6 · Pion noir sur case blanche e6 · Pion blanc sur case noire a5 · Pion noir sur case blanche b5 · Pion noir sur case blanche d5 · Pion blanc sur case noire b4 · Pion noir sur case blanche c4 · Tour blanche sur case noire d4 · Pion blanc sur case blanche e4 · Pion noir sur case blanche g4 · Pion noir sur case noire h4 · Pion blanc sur case noire c3 · Dame blanche sur case noire e3 · Fou blanc sur case blanche e2 · Pion blanc sur case noire f2 · Pion blanc sur case blanche g2 · Tour blanche sur case noire g1 · Roi blanc sur case blanche h1 | Roi noir sur case blanche c8 · Tour noire sur case blanche g8 · Fou noir sur case blanche b7 · Cavalier noir sur case blanche d7 · Pion noir sur case blanche f7 · Pion noir sur case blanche a6 · Dame noire sur case noire d6 · Pion noir sur case blanche e6 · Pion blanc sur case noire a5 · Pion noir sur case blanche b5 · Pion noir sur case blanche d5 · Pion blanc sur case noire b4 · Pion noir sur case blanche c4 · Tour blanche sur case noire d4 · Pion blanc sur case blanche e4 · Pion noir sur case blanche g4 · Pion noir sur case noire h4 · Pion blanc sur case noire c3 · Dame blanche sur case noire e3 · Fou blanc sur case blanche e2 · Pion blanc sur case noire f2 · Pion blanc sur case blanche g2 · Tour blanche sur case noire g1 · Roi blanc sur case blanche h1 | Roi noir sur case blanche c8 · Tour noire sur case blanche g8 · Fou noir sur case blanche b7 · Cavalier noir sur case blanche d7 · Pion noir sur case blanche f7 · Pion noir sur case blanche a6 · Dame noire sur case noire d6 · Pion noir sur case blanche e6 · Pion blanc sur case noire a5 · Pion noir sur case blanche b5 · Pion noir sur case blanche d5 · Pion blanc sur case noire b4 · Pion noir sur case blanche c4 · Tour blanche sur case noire d4 · Pion blanc sur case blanche e4 · Pion noir sur case blanche g4 · Pion noir sur case noire h4 · Pion blanc sur case noire c3 · Dame blanche sur case noire e3 · Fou blanc sur case blanche e2 · Pion blanc sur case noire f2 · Pion blanc sur case blanche g2 · Tour blanche sur case noire g1 · Roi blanc sur case blanche h1 | Roi noir sur case blanche c8 · Tour noire sur case blanche g8 · Fou noir sur case blanche b7 · Cavalier noir sur case blanche d7 · Pion noir sur case blanche f7 · Pion noir sur case blanche a6 · Dame noire sur case noire d6 · Pion noir sur case blanche e6 · Pion blanc sur case noire a5 · Pion noir sur case blanche b5 · Pion noir sur case blanche d5 · Pion blanc sur case noire b4 · Pion noir sur case blanche c4 · Tour blanche sur case noire d4 · Pion blanc sur case blanche e4 · Pion noir sur case blanche g4 · Pion noir sur case noire h4 · Pion blanc sur case noire c3 · Dame blanche sur case noire e3 · Fou blanc sur case blanche e2 · Pion blanc sur case noire f2 · Pion blanc sur case blanche g2 · Tour blanche sur case noire g1 · Roi blanc sur case blanche h1 | Roi noir sur case blanche c8 · Tour noire sur case blanche g8 · Fou noir sur case blanche b7 · Cavalier noir sur case blanche d7 · Pion noir sur case blanche f7 · Pion noir sur case blanche a6 · Dame noire sur case noire d6 · Pion noir sur case blanche e6 · Pion blanc sur case noire a5 · Pion noir sur case blanche b5 · Pion noir sur case blanche d5 · Pion blanc sur case noire b4 · Pion noir sur case blanche c4 · Tour blanche sur case noire d4 · Pion blanc sur case blanche e4 · Pion noir sur case blanche g4 · Pion noir sur case noire h4 · Pion blanc sur case noire c3 · Dame blanche sur case noire e3 · Fou blanc sur case blanche e2 · Pion blanc sur case noire f2 · Pion blanc sur case blanche g2 · Tour blanche sur case noire g1 · Roi blanc sur case blanche h1 | Roi noir sur case blanche c8 · Tour noire sur case blanche g8 · Fou noir sur case blanche b7 · Cavalier noir sur case blanche d7 · Pion noir sur case blanche f7 · Pion noir sur case blanche a6 · Dame noire sur case noire d6 · Pion noir sur case blanche e6 · Pion blanc sur case noire a5 · Pion noir sur case blanche b5 · Pion noir sur case blanche d5 · Pion blanc sur case noire b4 · Pion noir sur case blanche c4 · Tour blanche sur case noire d4 · Pion blanc sur case blanche e4 · Pion noir sur case blanche g4 · Pion noir sur case noire h4 · Pion blanc sur case noire c3 · Dame blanche sur case noire e3 · Fou blanc sur case blanche e2 · Pion blanc sur case noire f2 · Pion blanc sur case blanche g2 · Tour blanche sur case noire g1 · Roi blanc sur case blanche h1 | Roi noir sur case blanche c8 · Tour noire sur case blanche g8 · Fou noir sur case blanche b7 · Cavalier noir sur case blanche d7 · Pion noir sur case blanche f7 · Pion noir sur case blanche a6 · Dame noire sur case noire d6 · Pion noir sur case blanche e6 · Pion blanc sur case noire a5 · Pion noir sur case blanche b5 · Pion noir sur case blanche d5 · Pion blanc sur case noire b4 · Pion noir sur case blanche c4 · Tour blanche sur case noire d4 · Pion blanc sur case blanche e4 · Pion noir sur case blanche g4 · Pion noir sur case noire h4 · Pion blanc sur case noire c3 · Dame blanche sur case noire e3 · Fou blanc sur case blanche e2 · Pion blanc sur case noire f2 · Pion blanc sur case blanche g2 · Tour blanche sur case noire g1 · Roi blanc sur case blanche h1 | 3 |
| 2 | Roi noir sur case blanche c8 · Tour noire sur case blanche g8 · Fou noir sur case blanche b7 · Cavalier noir sur case blanche d7 · Pion noir sur case blanche f7 · Pion noir sur case blanche a6 · Dame noire sur case noire d6 · Pion noir sur case blanche e6 · Pion blanc sur case noire a5 · Pion noir sur case blanche b5 · Pion noir sur case blanche d5 · Pion blanc sur case noire b4 · Pion noir sur case blanche c4 · Tour blanche sur case noire d4 · Pion blanc sur case blanche e4 · Pion noir sur case blanche g4 · Pion noir sur case noire h4 · Pion blanc sur case noire c3 · Dame blanche sur case noire e3 · Fou blanc sur case blanche e2 · Pion blanc sur case noire f2 · Pion blanc sur case blanche g2 · Tour blanche sur case noire g1 · Roi blanc sur case blanche h1 | Roi noir sur case blanche c8 · Tour noire sur case blanche g8 · Fou noir sur case blanche b7 · Cavalier noir sur case blanche d7 · Pion noir sur case blanche f7 · Pion noir sur case blanche a6 · Dame noire sur case noire d6 · Pion noir sur case blanche e6 · Pion blanc sur case noire a5 · Pion noir sur case blanche b5 · Pion noir sur case blanche d5 · Pion blanc sur case noire b4 · Pion noir sur case blanche c4 · Tour blanche sur case noire d4 · Pion blanc sur case blanche e4 · Pion noir sur case blanche g4 · Pion noir sur case noire h4 · Pion blanc sur case noire c3 · Dame blanche sur case noire e3 · Fou blanc sur case blanche e2 · Pion blanc sur case noire f2 · Pion blanc sur case blanche g2 · Tour blanche sur case noire g1 · Roi blanc sur case blanche h1 | Roi noir sur case blanche c8 · Tour noire sur case blanche g8 · Fou noir sur case blanche b7 · Cavalier noir sur case blanche d7 · Pion noir sur case blanche f7 · Pion noir sur case blanche a6 · Dame noire sur case noire d6 · Pion noir sur case blanche e6 · Pion blanc sur case noire a5 · Pion noir sur case blanche b5 · Pion noir sur case blanche d5 · Pion blanc sur case noire b4 · Pion noir sur case blanche c4 · Tour blanche sur case noire d4 · Pion blanc sur case blanche e4 · Pion noir sur case blanche g4 · Pion noir sur case noire h4 · Pion blanc sur case noire c3 · Dame blanche sur case noire e3 · Fou blanc sur case blanche e2 · Pion blanc sur case noire f2 · Pion blanc sur case blanche g2 · Tour blanche sur case noire g1 · Roi blanc sur case blanche h1 | Roi noir sur case blanche c8 · Tour noire sur case blanche g8 · Fou noir sur case blanche b7 · Cavalier noir sur case blanche d7 · Pion noir sur case blanche f7 · Pion noir sur case blanche a6 · Dame noire sur case noire d6 · Pion noir sur case blanche e6 · Pion blanc sur case noire a5 · Pion noir sur case blanche b5 · Pion noir sur case blanche d5 · Pion blanc sur case noire b4 · Pion noir sur case blanche c4 · Tour blanche sur case noire d4 · Pion blanc sur case blanche e4 · Pion noir sur case blanche g4 · Pion noir sur case noire h4 · Pion blanc sur case noire c3 · Dame blanche sur case noire e3 · Fou blanc sur case blanche e2 · Pion blanc sur case noire f2 · Pion blanc sur case blanche g2 · Tour blanche sur case noire g1 · Roi blanc sur case blanche h1 | Roi noir sur case blanche c8 · Tour noire sur case blanche g8 · Fou noir sur case blanche b7 · Cavalier noir sur case blanche d7 · Pion noir sur case blanche f7 · Pion noir sur case blanche a6 · Dame noire sur case noire d6 · Pion noir sur case blanche e6 · Pion blanc sur case noire a5 · Pion noir sur case blanche b5 · Pion noir sur case blanche d5 · Pion blanc sur case noire b4 · Pion noir sur case blanche c4 · Tour blanche sur case noire d4 · Pion blanc sur case blanche e4 · Pion noir sur case blanche g4 · Pion noir sur case noire h4 · Pion blanc sur case noire c3 · Dame blanche sur case noire e3 · Fou blanc sur case blanche e2 · Pion blanc sur case noire f2 · Pion blanc sur case blanche g2 · Tour blanche sur case noire g1 · Roi blanc sur case blanche h1 | Roi noir sur case blanche c8 · Tour noire sur case blanche g8 · Fou noir sur case blanche b7 · Cavalier noir sur case blanche d7 · Pion noir sur case blanche f7 · Pion noir sur case blanche a6 · Dame noire sur case noire d6 · Pion noir sur case blanche e6 · Pion blanc sur case noire a5 · Pion noir sur case blanche b5 · Pion noir sur case blanche d5 · Pion blanc sur case noire b4 · Pion noir sur case blanche c4 · Tour blanche sur case noire d4 · Pion blanc sur case blanche e4 · Pion noir sur case blanche g4 · Pion noir sur case noire h4 · Pion blanc sur case noire c3 · Dame blanche sur case noire e3 · Fou blanc sur case blanche e2 · Pion blanc sur case noire f2 · Pion blanc sur case blanche g2 · Tour blanche sur case noire g1 · Roi blanc sur case blanche h1 | Roi noir sur case blanche c8 · Tour noire sur case blanche g8 · Fou noir sur case blanche b7 · Cavalier noir sur case blanche d7 · Pion noir sur case blanche f7 · Pion noir sur case blanche a6 · Dame noire sur case noire d6 · Pion noir sur case blanche e6 · Pion blanc sur case noire a5 · Pion noir sur case blanche b5 · Pion noir sur case blanche d5 · Pion blanc sur case noire b4 · Pion noir sur case blanche c4 · Tour blanche sur case noire d4 · Pion blanc sur case blanche e4 · Pion noir sur case blanche g4 · Pion noir sur case noire h4 · Pion blanc sur case noire c3 · Dame blanche sur case noire e3 · Fou blanc sur case blanche e2 · Pion blanc sur case noire f2 · Pion blanc sur case blanche g2 · Tour blanche sur case noire g1 · Roi blanc sur case blanche h1 | Roi noir sur case blanche c8 · Tour noire sur case blanche g8 · Fou noir sur case blanche b7 · Cavalier noir sur case blanche d7 · Pion noir sur case blanche f7 · Pion noir sur case blanche a6 · Dame noire sur case noire d6 · Pion noir sur case blanche e6 · Pion blanc sur case noire a5 · Pion noir sur case blanche b5 · Pion noir sur case blanche d5 · Pion blanc sur case noire b4 · Pion noir sur case blanche c4 · Tour blanche sur case noire d4 · Pion blanc sur case blanche e4 · Pion noir sur case blanche g4 · Pion noir sur case noire h4 · Pion blanc sur case noire c3 · Dame blanche sur case noire e3 · Fou blanc sur case blanche e2 · Pion blanc sur case noire f2 · Pion blanc sur case blanche g2 · Tour blanche sur case noire g1 · Roi blanc sur case blanche h1 | 2 |
| 1 | Roi noir sur case blanche c8 · Tour noire sur case blanche g8 · Fou noir sur case blanche b7 · Cavalier noir sur case blanche d7 · Pion noir sur case blanche f7 · Pion noir sur case blanche a6 · Dame noire sur case noire d6 · Pion noir sur case blanche e6 · Pion blanc sur case noire a5 · Pion noir sur case blanche b5 · Pion noir sur case blanche d5 · Pion blanc sur case noire b4 · Pion noir sur case blanche c4 · Tour blanche sur case noire d4 · Pion blanc sur case blanche e4 · Pion noir sur case blanche g4 · Pion noir sur case noire h4 · Pion blanc sur case noire c3 · Dame blanche sur case noire e3 · Fou blanc sur case blanche e2 · Pion blanc sur case noire f2 · Pion blanc sur case blanche g2 · Tour blanche sur case noire g1 · Roi blanc sur case blanche h1 | Roi noir sur case blanche c8 · Tour noire sur case blanche g8 · Fou noir sur case blanche b7 · Cavalier noir sur case blanche d7 · Pion noir sur case blanche f7 · Pion noir sur case blanche a6 · Dame noire sur case noire d6 · Pion noir sur case blanche e6 · Pion blanc sur case noire a5 · Pion noir sur case blanche b5 · Pion noir sur case blanche d5 · Pion blanc sur case noire b4 · Pion noir sur case blanche c4 · Tour blanche sur case noire d4 · Pion blanc sur case blanche e4 · Pion noir sur case blanche g4 · Pion noir sur case noire h4 · Pion blanc sur case noire c3 · Dame blanche sur case noire e3 · Fou blanc sur case blanche e2 · Pion blanc sur case noire f2 · Pion blanc sur case blanche g2 · Tour blanche sur case noire g1 · Roi blanc sur case blanche h1 | Roi noir sur case blanche c8 · Tour noire sur case blanche g8 · Fou noir sur case blanche b7 · Cavalier noir sur case blanche d7 · Pion noir sur case blanche f7 · Pion noir sur case blanche a6 · Dame noire sur case noire d6 · Pion noir sur case blanche e6 · Pion blanc sur case noire a5 · Pion noir sur case blanche b5 · Pion noir sur case blanche d5 · Pion blanc sur case noire b4 · Pion noir sur case blanche c4 · Tour blanche sur case noire d4 · Pion blanc sur case blanche e4 · Pion noir sur case blanche g4 · Pion noir sur case noire h4 · Pion blanc sur case noire c3 · Dame blanche sur case noire e3 · Fou blanc sur case blanche e2 · Pion blanc sur case noire f2 · Pion blanc sur case blanche g2 · Tour blanche sur case noire g1 · Roi blanc sur case blanche h1 | Roi noir sur case blanche c8 · Tour noire sur case blanche g8 · Fou noir sur case blanche b7 · Cavalier noir sur case blanche d7 · Pion noir sur case blanche f7 · Pion noir sur case blanche a6 · Dame noire sur case noire d6 · Pion noir sur case blanche e6 · Pion blanc sur case noire a5 · Pion noir sur case blanche b5 · Pion noir sur case blanche d5 · Pion blanc sur case noire b4 · Pion noir sur case blanche c4 · Tour blanche sur case noire d4 · Pion blanc sur case blanche e4 · Pion noir sur case blanche g4 · Pion noir sur case noire h4 · Pion blanc sur case noire c3 · Dame blanche sur case noire e3 · Fou blanc sur case blanche e2 · Pion blanc sur case noire f2 · Pion blanc sur case blanche g2 · Tour blanche sur case noire g1 · Roi blanc sur case blanche h1 | Roi noir sur case blanche c8 · Tour noire sur case blanche g8 · Fou noir sur case blanche b7 · Cavalier noir sur case blanche d7 · Pion noir sur case blanche f7 · Pion noir sur case blanche a6 · Dame noire sur case noire d6 · Pion noir sur case blanche e6 · Pion blanc sur case noire a5 · Pion noir sur case blanche b5 · Pion noir sur case blanche d5 · Pion blanc sur case noire b4 · Pion noir sur case blanche c4 · Tour blanche sur case noire d4 · Pion blanc sur case blanche e4 · Pion noir sur case blanche g4 · Pion noir sur case noire h4 · Pion blanc sur case noire c3 · Dame blanche sur case noire e3 · Fou blanc sur case blanche e2 · Pion blanc sur case noire f2 · Pion blanc sur case blanche g2 · Tour blanche sur case noire g1 · Roi blanc sur case blanche h1 | Roi noir sur case blanche c8 · Tour noire sur case blanche g8 · Fou noir sur case blanche b7 · Cavalier noir sur case blanche d7 · Pion noir sur case blanche f7 · Pion noir sur case blanche a6 · Dame noire sur case noire d6 · Pion noir sur case blanche e6 · Pion blanc sur case noire a5 · Pion noir sur case blanche b5 · Pion noir sur case blanche d5 · Pion blanc sur case noire b4 · Pion noir sur case blanche c4 · Tour blanche sur case noire d4 · Pion blanc sur case blanche e4 · Pion noir sur case blanche g4 · Pion noir sur case noire h4 · Pion blanc sur case noire c3 · Dame blanche sur case noire e3 · Fou blanc sur case blanche e2 · Pion blanc sur case noire f2 · Pion blanc sur case blanche g2 · Tour blanche sur case noire g1 · Roi blanc sur case blanche h1 | Roi noir sur case blanche c8 · Tour noire sur case blanche g8 · Fou noir sur case blanche b7 · Cavalier noir sur case blanche d7 · Pion noir sur case blanche f7 · Pion noir sur case blanche a6 · Dame noire sur case noire d6 · Pion noir sur case blanche e6 · Pion blanc sur case noire a5 · Pion noir sur case blanche b5 · Pion noir sur case blanche d5 · Pion blanc sur case noire b4 · Pion noir sur case blanche c4 · Tour blanche sur case noire d4 · Pion blanc sur case blanche e4 · Pion noir sur case blanche g4 · Pion noir sur case noire h4 · Pion blanc sur case noire c3 · Dame blanche sur case noire e3 · Fou blanc sur case blanche e2 · Pion blanc sur case noire f2 · Pion blanc sur case blanche g2 · Tour blanche sur case noire g1 · Roi blanc sur case blanche h1 | Roi noir sur case blanche c8 · Tour noire sur case blanche g8 · Fou noir sur case blanche b7 · Cavalier noir sur case blanche d7 · Pion noir sur case blanche f7 · Pion noir sur case blanche a6 · Dame noire sur case noire d6 · Pion noir sur case blanche e6 · Pion blanc sur case noire a5 · Pion noir sur case blanche b5 · Pion noir sur case blanche d5 · Pion blanc sur case noire b4 · Pion noir sur case blanche c4 · Tour blanche sur case noire d4 · Pion blanc sur case blanche e4 · Pion noir sur case blanche g4 · Pion noir sur case noire h4 · Pion blanc sur case noire c3 · Dame blanche sur case noire e3 · Fou blanc sur case blanche e2 · Pion blanc sur case noire f2 · Pion blanc sur case blanche g2 · Tour blanche sur case noire g1 · Roi blanc sur case blanche h1 | 1 |
|   | a | b | c | d | e | f | g | h |   |

La partie suivante eut lieu lors du championnat du monde 1966.
Boris Spassky - Tigran Petrossian, Moscou, 1966 :

1.d4 Cf6 2.Cf3 e6 3.Fg5 d5 4.Cbd2 Fe7 5.e3 Cbd7 6.Fd3 c5 7. c3 b6 8.0-0 Fb7 9.Ce5 Cxe5 10.dxe5 Cd7 11.Ff4 Dc7 12.Cf3 h6 13.Fg3 g5 14.b4 h5 15.h4 gxh4 16.Ff4 0-0-0 17.a4 c4 18.Fe2 a6 19.Rh1 Tdg8 20.Tg1 Tg4 21.Dd2 Thg8 22.a5 b5 23.Tad1 Ff8 24.Ch2 Cxe5 25.Cxg4 hxg4 26.e4 Fd6 27.De3 Cd7 28.Fxd6 Dxd6 29.Td4? (diagramme)
29. ..e5! (avec ce coup, le centre est verrouillé. La position de Spassky devient alors passive, permettant à Petrossian de mener une attaque) 30.Td2 f5 31.exd5 f4 32.De4 Cf6 33.Df5+ Rb8 34.f3 Fc8 35.Db1 g3 36.Te1 h3 37.Ff1 Th8 38.gxh3 Fxh3 39.Rg1 Fxf1 40.Rxf1 e4 41.Dd1 Cg4 42.fxg4 f3 43.Tg2 fxg2 0-1

#### Une partie miniature
Il faut se méfier de l'eau qui dort. Une miniature de Petrossian était chose rare mais, à la moindre inattention, le Tigre « sortait ses griffes ».
Tigran Petrossian - Hans Ree,
tournoi de Wijk aan Zee, ronde 12, 26 janvier 1971:

1.c4 e5 2.Cc3 Cf6 3.Cf3 Cc6 4.g3 Fb4 5.Cd5 Cxd5 6.cxd5 e4 7.dxc6 exf3 8.Db3! 1-0
Si le fou b4 se retire, cxb7 gagne une pièce.